# Siegen

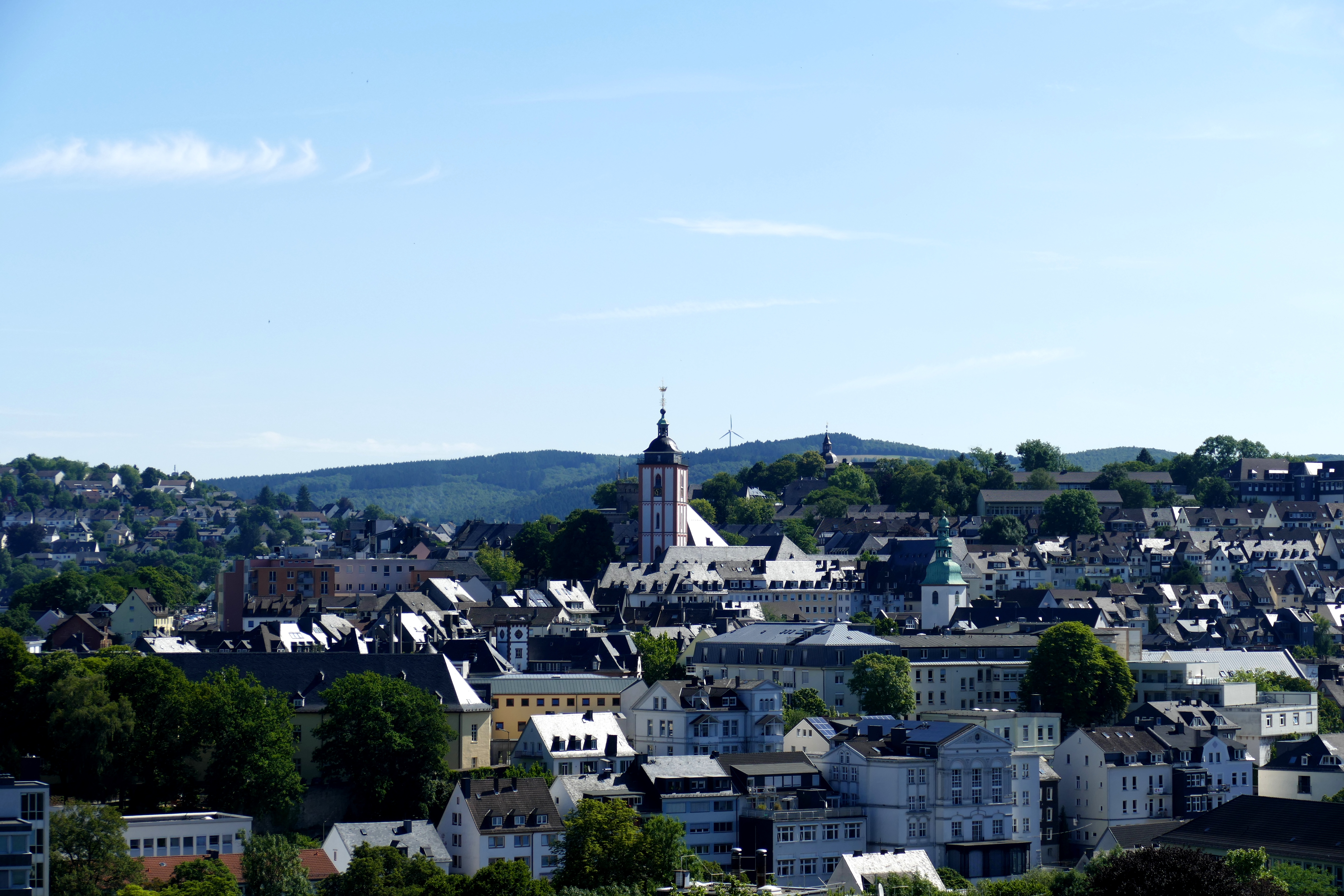
Blick vom Kreishaus in Richtung Oberstadt mit der Nikolaikirche im Zentrum

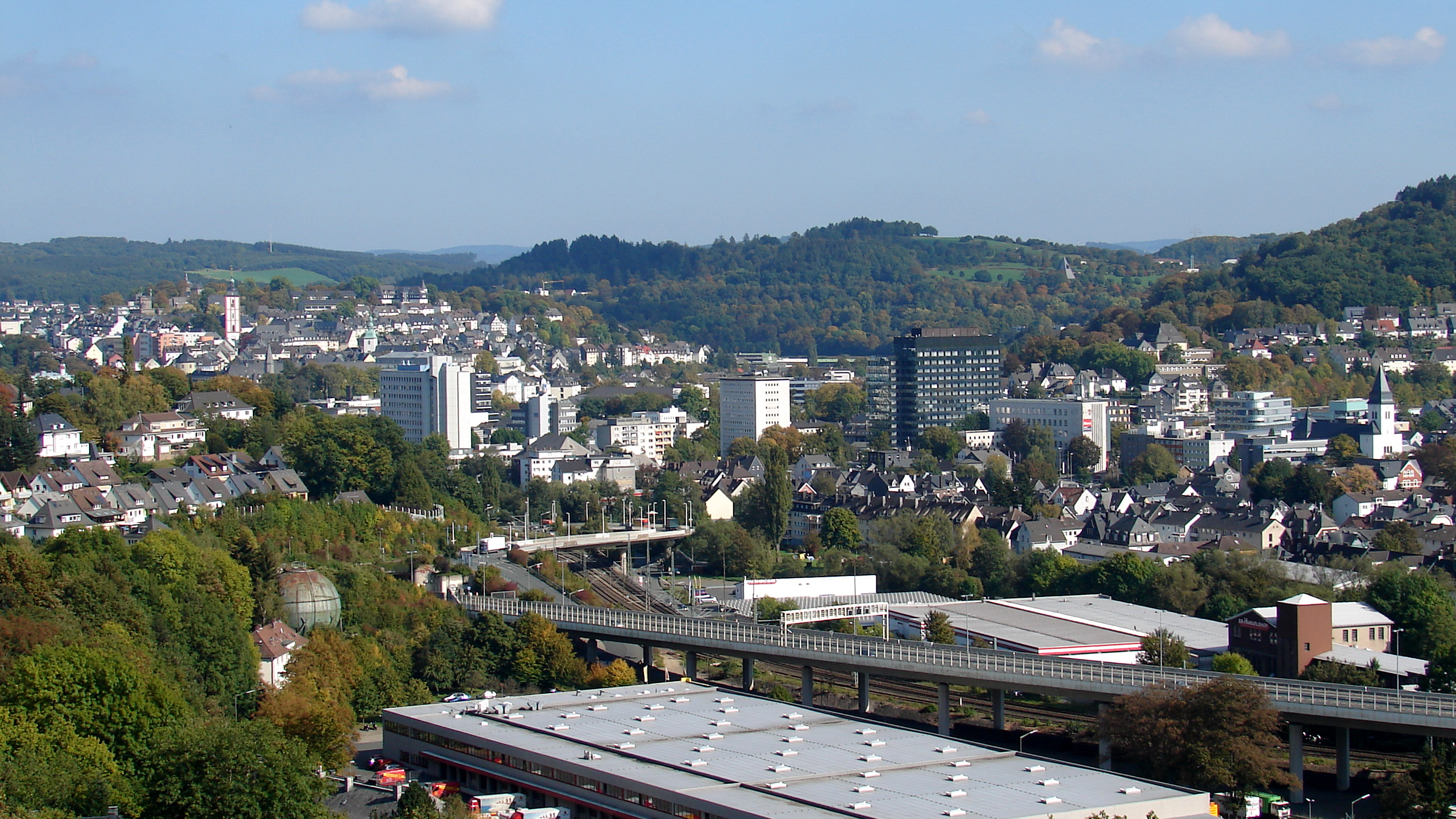
Blick auf den Stadtkern und den im Hintergrund befindlichen Lindenberg aus westlicher Richtung.

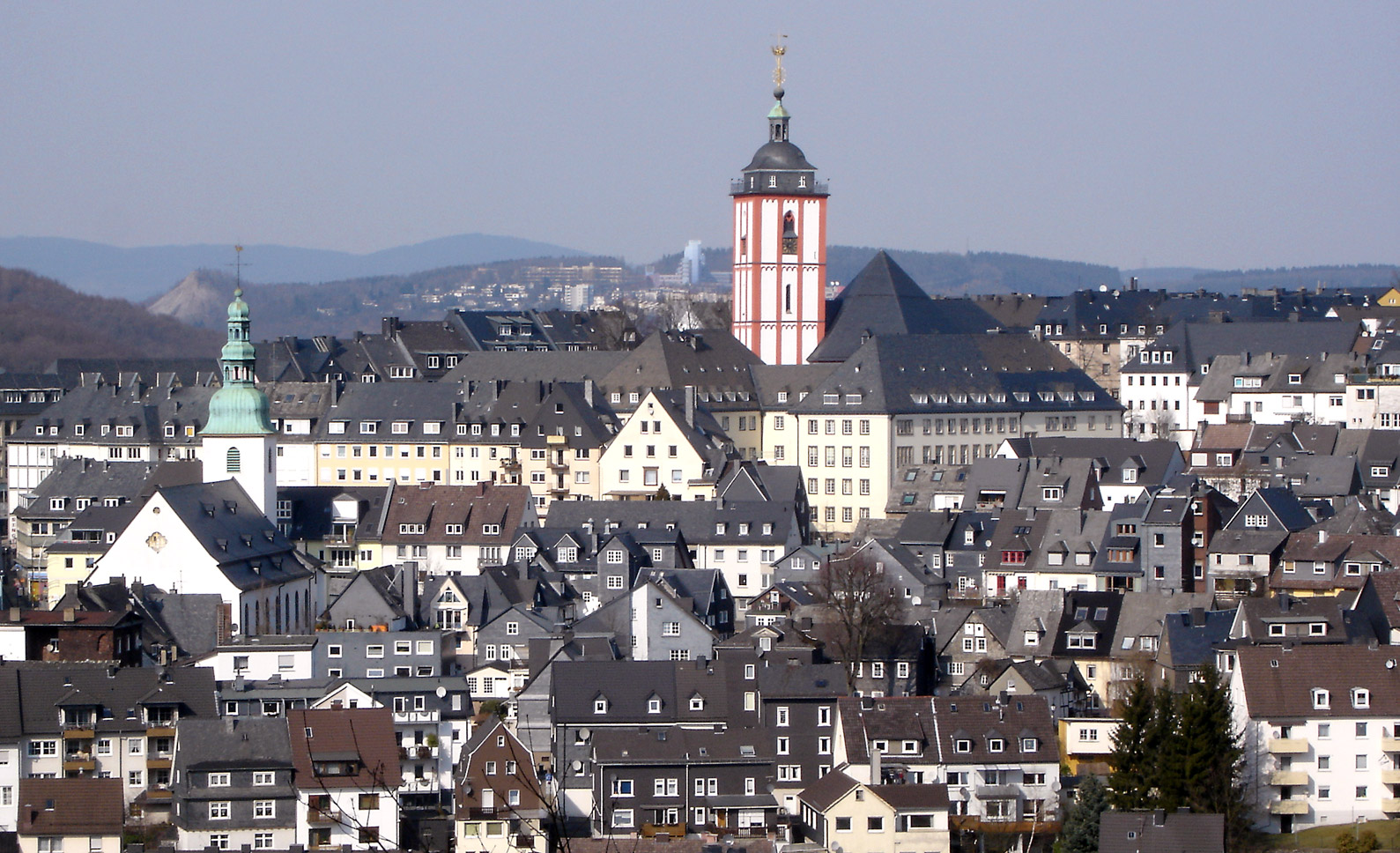
Oberstadt

Siegen (mundartlich Seeje) ist eine Großstadt und Universitätsstadt in Nordrhein-Westfalen. Sie liegt im Landesteil Westfalen und gehört zum Regierungsbezirk Arnsberg. Sie ist Verwaltungssitz des Kreises Siegen-Wittgenstein und hat somit den Status einer großen kreisangehörigen Stadt.
Die Stadt liegt nordwestlich des Dreiländerecks Nordrhein-Westfalen – Hessen – Rheinland-Pfalz, ist Sitz der Kreisverwaltung und in der Landesplanung als Oberzentrum im südwestfälischen Verdichtungsraum eingestuft. Sie ist die Geburtsstadt des Barockmalers Peter Paul Rubens, weshalb sie auch als Rubensstadt bezeichnet wird. Nach einer deutschlandweiten Satellitenbild-Auswertung innerstädtischer Grünflächen, die 2016 von der Berliner Morgenpost durchgeführt wurde, ist Siegen die grünste Großstadt Deutschlands.

## Geographie

### Lage
Siegen ist die südlichste Stadt Westfalens bzw. des Siegerlands. Sie liegt in einem verzweigten Talkessel der oberen Sieg. Neben der Sieg sind die größten nennenswerten Fließgewässer innerhalb des Stadtgebiets die Sieg-Zuflüsse Ferndorf, Weiß, Alche, Eisernbach und Gosenbach. Vom Talkessel zweigen noch zahlreiche weitere Nebentäler ab. Die Höhen der umgebenden Berge sind, sofern nicht besiedelt, von Niederwald bedeckt. Nördlich schließt sich das Sauerland an, im Nordosten das Wittgensteiner Land im Rothaargebirge, südlich der Westerwald und im Westen das Wildenburger Land.
Die nächsten größeren Städte in der Umgebung von Siegen sind (in durchschnittlicher Verkehrsentfernung) im Norden Hagen (83 km), im Südosten Gießen (70 km) und Frankfurt am Main (125 km), im Südwesten Koblenz (105 km) und im Westen Köln (93 km). Die räumlichen Entfernungen (Luftlinie) zu den umliegenden Großstädten betragen in etwa 65 km (Hagen), 95 km (Frankfurt), 65 km (Koblenz) und 75 km (Köln).
Die Stadt liegt an der deutsch-niederländischen Ferienstraße Oranier-Route.

### Berge
Im Kerngebiet Siegens liegen acht Berge:
- Giersberg (358 m)
- Siegberg (307 m)
- Lindenberg (373 m)
- Rosterberg (326 m)
- Fischbacherberg (371 m)
- Wellersberg (346 m)
- Häusling (364 m)
- Heidenberg (315 m)

Weitere Berge im Siegener Stadtgebiet sind zum Beispiel der Gilberg zwischen Eiserfeld und Hengsbach oder der Pfannenberg zwischen Eiserfeld und Salchendorf mit Spitze in Eiserfeld.

### Ausdehnung des Stadtgebiets

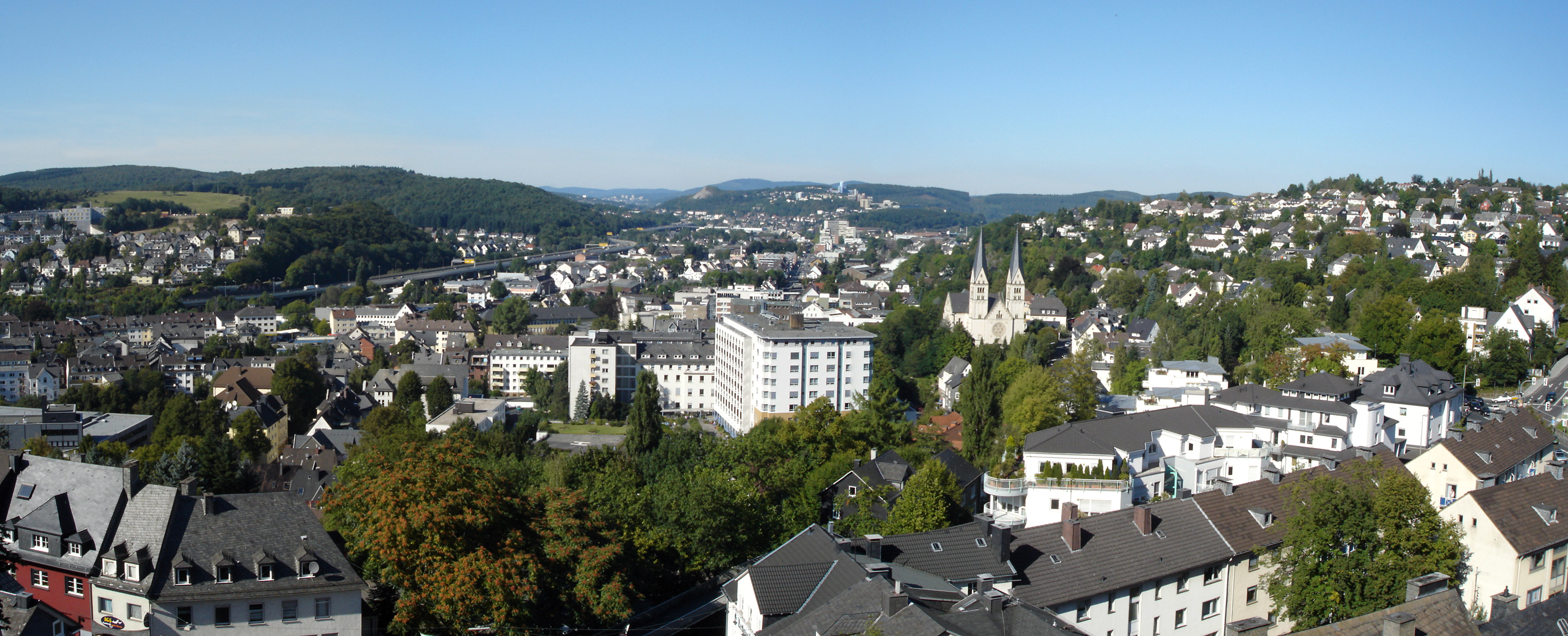
Blick vom Oberen Schloss in nördliche Richtung

Die Gesamtfläche des Stadtgebiets beträgt rund 115 Quadratkilometer. Die maximale West-Ost-Ausdehnung beträgt elf, in nord-südlicher Richtung zwölf Kilometer. Die Stadtgrenze ist 48 Kilometer lang. Die höchste Erhebung der Stadt ist der Pfannenberg mit 499 m ü. NHN an der südlichen Stadtgrenze. Der niedrigste Punkt des Kreises liegt mit 215 m ü. NHN bei Niederschelden an der südwestlichen Stadtgrenze, die hier gleichzeitig die Landesgrenze zu Rheinland-Pfalz bildet. Der Waldanteil am Stadtgebiet beträgt rund 51 Prozent.

### Nachbargemeinden und -städte
Die Stadt Siegen grenzt im Norden an die Stadt Kreuztal, im Osten an die Stadt Netphen, im Südosten an die Gemeinde Wilnsdorf, im Süden an die Gemeinde Neunkirchen und die Stadt Herdorf in Rheinland-Pfalz, im Südwesten an die Gemeinde Mudersbach (Landkreis Altenkirchen (Westerwald) in Rheinland-Pfalz), im Westen an die Stadt Freudenberg und im Nordwesten an die Gemeinde Wenden (Kreis Olpe).

### Stadtgliederung

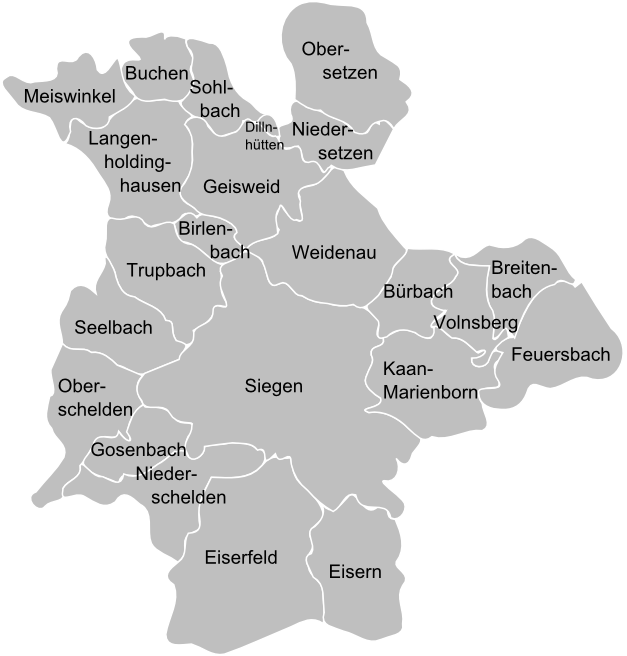
Gliederung des Stadtgebiets

Das Stadtgebiet Siegen ist in sechs Bezirke eingeteilt, die aus mehreren Orts- beziehungsweise Stadtteilen bestehen. Jeder Bezirk hat einen Bezirksausschuss, der jeweils aus 15 stimmberechtigten und 15 nicht stimmberechtigten Mitgliedern besteht. Die Bestellung der Ausschussmitglieder erfolgt durch den Rat der Stadt, entsprechend den Stimmanteilen der Kommunalwahl der Parteien im jeweiligen Bezirk. Die Bezirksausschüsse entscheiden über bestimmte Aufgaben des Bezirks. Diese Aufgaben werden in der Hauptsatzung der Stadt Siegen festgelegt.
Die Stadtteile Weidenau, Geisweid, Birlenbach, Langenholdinghausen, Buchen, Sohlbach, Dillnhütten, Niedersetzen, Obersetzen und Meiswinkel bildeten vom 1. Juli 1966 bis 31. Dezember 1974 die Stadt Hüttental, die Stadtteile Eiserfeld, Eisern, Gosenbach, Niederschelden und Oberschelden vom 1. Juli 1966 bis 31. Dezember 1974 die Stadt Eiserfeld.

#### Die sechs Bezirke Siegens und ihre zugehörigen Stadtteile
| Stadtbezirk   | Stadtteil                                      | Einwohner         |
| ------------- | ---------------------------------------------- | ----------------- |
| I (Geisweid)  | Birlenbach                                     | 1.122             |
| I (Geisweid)  | Meiswinkel                                     | 614               |
| I (Geisweid)  | Langenholdinghausen                            | 1.950             |
| I (Geisweid)  | Geisweid                                       | 13.880            |
| I (Geisweid)  | Dillnhütten                                    | 251               |
| I (Geisweid)  | Sohlbach                                       | 590               |
| I (Geisweid)  | Buchen                                         | 688               |
| I (Geisweid)  | Niedersetzen                                   | 592               |
| I (Geisweid)  | Obersetzen                                     | 804               |
| I (Geisweid)  | Siegen-Geisweid Gesamt                         | 20.491            |
| II (Weidenau) | Weidenau                                       | 16.129            |
| II (Weidenau) | Siegen-Weidenau Gesamt                         | 16.129            |
| III (Ost)     | Kaan-Marienborn                                | 3.543             |
| III (Ost)     | Alt-Siegen (Giersberg)                         | s. Stadtbezirk IV |
| III (Ost)     | Bürbach                                        | 2.274             |
| III (Ost)     | Volnsberg                                      | 241               |
| III (Ost)     | Breitenbach                                    | 342               |
| III (Ost)     | Feuersbach                                     | 393               |
| III (Ost)     | Siegen-Ost Gesamt (ohne Innenstadt)            | 6.793             |
| IV (Mitte)    | Alt-Siegen (nicht zu Bezirk III und V gehörig) | 39.293            |
| IV (Mitte)    | Siegen-Mitte Gesamt                            | 39.293            |
| V (West)      | Seelbach                                       | 2.182             |
| V (West)      | Trupbach                                       | 1.781             |
| V (West)      | Alt-Siegen (Wellersberg)                       | s. Stadtbezirk IV |
| V (West)      | Alt-Siegen (Fischbacherberg)                   | s. Stadtbezirk IV |
| V (West)      | Alt-Siegen (Achenbach)                         | s. Stadtbezirk IV |
| V (West)      | Alt-Siegen (Rosterberg)                        | s. Stadtbezirk IV |
| V (West)      | Siegen-West Gesamt (ohne Innenstadt)           | 3.963             |
| VI (Süd)      | Oberschelden                                   | 1.171             |
| VI (Süd)      | Niederschelden                                 | 5.139             |
| VI (Süd)      | Eiserfeld                                      | 7.961             |
| VI (Süd)      | Eisern                                         | 2.262             |
| VI (Süd)      | Gosenbach                                      | 2.186             |
| VI (Süd)      | Siegen-Süd Gesamt                              | 18.719            |
|               | Stadt Siegen                                   | 105.388           |

Quelle: Stadt Siegen/KECK-Atlas (Stand 31. Dezember 2024)

#### Stadtviertel
Neben der Aufteilung des Stadtgebiets in Bezirke und Stadtteile werden noch Gebiete mit eigenem Namen unterschieden, deren Grenzen und Bezeichnungen jedoch nicht klar definiert sind. Als Beispiele sind unter anderem die Unter- bzw. Oberstadt, Hammerhütte, Lindenberg, Charlottental, Haardter Berg (mit der Universität) oder die Dreisbach anzuführen. Diese Gebiete können durchaus auch auf der Fläche von mehreren offiziellen Stadtteilen liegen, wie im Fall des Gebietes Sieghütte, das teilweise im Stadtteil Siegen-Mitte und zu Teilen in Weidenau liegt, außerdem kommt es ebenso zu räumlichen Überschneidungen zwischen einzelnen Gebieten. Die Gebiete sind am ehesten vergleichbar mit den aus anderen Städten bekannten Vierteln, Veedeln oder Kiezen und haben nur noch traditionelle, aber keine statistische oder verwaltungstechnische Bedeutung. Neben der teils weitreichenden Bedeutung für das Selbstverständnis ihrer Bewohner finden sie sich zur Orientierung auf Stadtkarten, in der Benennung von Buslinien sowie auf Hinweis- und Verkehrsschildern. So sind unter anderem mehrere Ausfahrten der Stadtautobahn Hüttentalstraße (HTS) nach den entsprechenden Gebieten benannt.

### Klima
Das Klima Siegens ist durch die Höhenlage bestimmt. Im Mittel fallen 938 Millimeter Niederschlag pro Jahr. Im Spätherbst und Winter (November bis Januar) fällt der meiste Regen. Dies ist auch die Zeit mit den meisten Niederschlagstagen. Die geringsten Regenmengen und -tage weisen die Frühlingsmonate März, April und Mai auf.
Die Jahresmitteltemperatur beträgt 9,8 °C. Mit 18,8 °C ist es im Juli am wärmsten, im kältesten Monat Januar beträgt die Durchschnittstemperatur 1,4 °C. Schnee ist in Siegen keine Seltenheit und fällt häufiger als in den Großstädten an Rhein und Ruhr.
Die Hauptwindrichtung ist Südwest bis West.
Der Klimatyp nach Köppen und Geiger ist ozeanisch/Seeklima (Cfb).
|                        | Jan  | Feb  | Mär  | Apr  | Mai  | Jun  | Jul  | Aug  | Sep  | Okt  | Nov | Dez |   |      |
| Mittl. Temperatur (°C) | 1,4  | 1,7  | 5,2  | 10,0 | 13,5 | 16,4 | 18,8 | 17,8 | 14,0 | 9,6  | 6,0 | 2,7 | ⌀ | 9,8  |
| Mittl. Tagesmax. (°C)  | 4,2  | 5,0  | 10,5 | 16,0 | 19,2 | 22,0 | 24,6 | 23,8 | 19,7 | 14,3 | 9,2 | 5,4 | ⌀ | 14,5 |
| Mittl. Tagesmin. (°C)  | −1,5 | −1,6 | 0,3  | 3,8  | 7,4  | 10,6 | 13,0 | 12,1 | 8,9  | 5,4  | 3,0 | 0,0 | ⌀ | 5,2  |
|                        |      |      |      |      |      |      |      |      |      |      |     |     |   |      |
| Niederschlag (mm)      | 107  | 66   | 63   | 41   | 67   | 75   | 84   | 83   | 58   | 78   | 96  | 112 | Σ | 930  |
|                        |      |      |      |      |      |      |      |      |      |      |     |     |   |      |
| Regentage (d)          | 20   | 18   | 15   | 14   | 15   | 15   | 16   | 16   | 12   | 17   | 18  | 22  | Σ | 198  |

| −1,5 |

| −1,6 |

| 0,3 |

| 3,8 |

| 7,4 |

| 10,6 |

| 13,0 |

| 12,1 |

| 8,9 |

| 5,4 |

| 3,0 |

| 0,0 |

| −1,5 |

| −1,6 |

| 0,3 |

| 3,8 |

| 7,4 |

| 10,6 |

| 13,0 |

| 12,1 |

| 8,9 |

| 5,4 |

| 3,0 |

| 0,0 |

## Geschichte

### Allgemeine Geschichte

#### Frühgeschichte und Mittelalter
Der Name Siegen geht auf den vielleicht keltischen Flussnamen der Sieg zurück, ungewiss ist eine Verwandtschaft mit dem Namen des keltisch-germanischen Stammes der Sugambrer, der in vorchristlicher Zeit in Teilen des heutigen Nordrhein-Westfalen lebte. Erste urkundliche Erwähnungen des Ortes Sigena reichen bis in das Jahr 1079 zurück.
Die Spatenforschung hat für das Siegerland Erzförderung und „eine beachtliche latènezeitliche Eisenverhüttung“ für den Zeitraum von etwa 500 v. Chr. bis 100 n. Chr. nachgewiesen. Einzelne solcher Fundstellen befinden sich auch auf dem heutigen Gebiet der Stadt Siegen, so Schmelzöfen im Engsbach-Seifen bei Achenbach. Sie gehören zu den ältesten im Siegerland. Diese älteste Eisenverhüttung erfuhr eine mehrhundertjährige Unterbrechung, um im Frühmittelalter (10./11. Jahrhundert) wieder aufgenommen zu werden. Erzförderung und -verhüttung dauerten bis vor wenigen Jahrzehnten an.
Auf einer Münze, die um das Jahr 1175 entstanden ist, wird Siegen unter der Bezeichnung „civitas“ (deutsch: Stadt) genannt.
Im Jahre 1224 wurde Siegen als eine aufs Neue erbaute oder wiederaufgebaute Stadt oder Landgemeinde (genauer lateinischer Wortlaut: „oppidi Sige de novo constructi“) in einer neunzeiligen Urkunde in lateinischer Sprache erwähnt, die Erzbischof Engelbert I. von Köln dem Grafen von Nassau, Heinrich dem Reichen, zum halben Miteigentum übertrug. Möglicherweise wurde der alte Siedlungsplatz von der Weiß-Mündung auf den Bergsporn verlegt, auf dem sich die Altstadt befindet. Es ist belegt, dass das Obere Schloss zu dieser Zeit schon existierte. Am 19. Oktober 1303 erhielt die Stadt das Soester Stadtrecht. Auf den 21. August 1345 datiert die erstmalige Erwähnung des Hof Winterbach rechts des Leimbachtals. Bis zum 1. Februar 1381 hatte die Stadt zwei Eigentümer. Erst dann ging sie gänzlich in die Hände der Nassauer über. Das älteste Siegel stammt vom 25. März 1309. Seit dem Jahr 1404 sind heute noch identifizierbare Straßen und Quartiere Siegens belegt.

#### Frühe Neuzeit

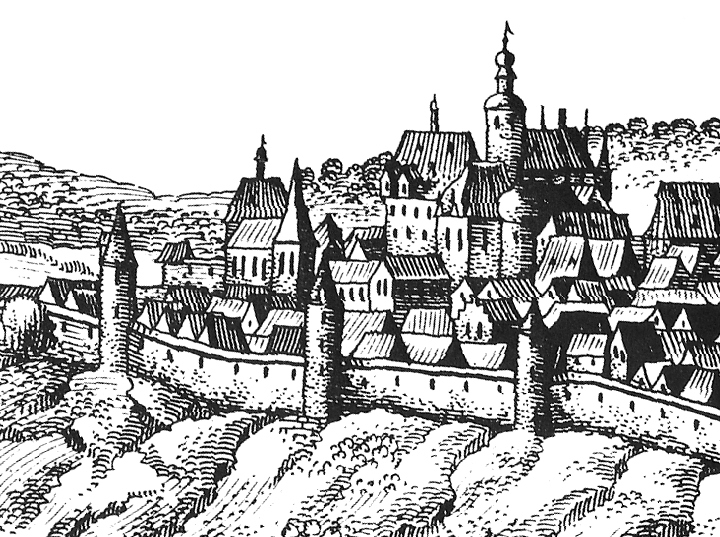
Siegen und das Obere Schloss (um 1600)

Siegen mit Siegbrücke (um 1618)

Die Stadt Siegen bot im 16. Jahrhundert einen wehrhaften Anblick. Sie war von gewaltigen Mauern mit 16 Türmen und drei Stadttoren umgeben und besaß eine mächtige Burg. Die drei Tore der Siegener Stadtbefestigung waren das Kölner Tor nach Westen, das Löhrtor nach Süden und das Marburger Tor nach Osten. Mehrere Stadtbrände suchten die Stadt heim, von denen die vom 16. August 1593 und vom 10. bis 20. April 1695 urkundlich erwähnt sind. Der Großbrand in den Mittagsstunden des 16. August 1593, als sich fast alle Siegener zur Ernte außerhalb der Stadt befanden, war auf den Schmied Johann Busch in der Marburger Straße zurückzuführen. Dort waren Funken in den Flachs geflogen, was dazu führte, dass in kurzer Zeit 25 Wohnhäuser und 15 Scheunen vernichtet und 11 Häuser und 12 Scheunen schwer beschädigt wurden.
Zum erwähnten zweiten Stadtbrand wird berichtet, dass dieser am frühen Abend des 10. April 1695 im Hause des Bäckers Johann Daub in der Barstewende ausbrach und die Stadt vom Markt abwärts vernichtete. Insgesamt wurden 252 Häuser und 52 „Bäue“ sowie der Nassauische Hof ein Raub der Flammen. Das von starkem Wind angetriebene Feuer traf fast ausschließlich auf strohgedeckte Häuser. Bei diesem Brand waren 11 Tote im Hospital zu beklagen, da die alten Leute nicht gerettet werden konnten. 20 Nutztiere kamen ebenfalls in den Flammen um. In diesem Zusammenhang wird von einem Beileidsschreiben der Herborner Hohen Schule Siegen an die reformierte Fürstin berichtet, in dem Siegen als „das Auge und die Zier der Nassau“ bezeichnet wird.
Am 12. April 1869 gegen 21 Uhr brach zudem ein Großfeuer aus, bei dem Siegens „Klubb“ niederbrannte, ein dicht an der Nikolaikirche am Markt gelegener Häuserblock mit 25 Häusern, in denen 49 Familien mit etwa 200 Personen wohnten, die jedoch unversehrt blieben.
Der nassauische Graf Wilhelm der Reiche (1487–1559) richtete im Jahr 1536 in den Gebäuden des ehemaligen Franziskanerklosters ein Pädagogium ein, aus dem das Gymnasium am Löhrtor der Stadt Siegen hervorgegangen ist. In den Jahren 1594 bis 1599/1600 und von 1606 bis 1609 waren Siegen und das Pädagogium Standort der nassauischen Hohen Schule, die Graf Johann VI., der Ältere, von Nassau-Dillenburg (1535–1606), ein Bruder Wilhelms des Schweigers, Graf von Nassau und Prinz von Oranien (1533–1584), 1584 in Herborn errichtet hatte und nach Siegen verlegte. Die Hohe Schule, Johannea nach ihrem Gründer, Graf Johann VI., genannt, war eine Hochburg der calvinistisch-reformiert geprägten Föderaltheologie.

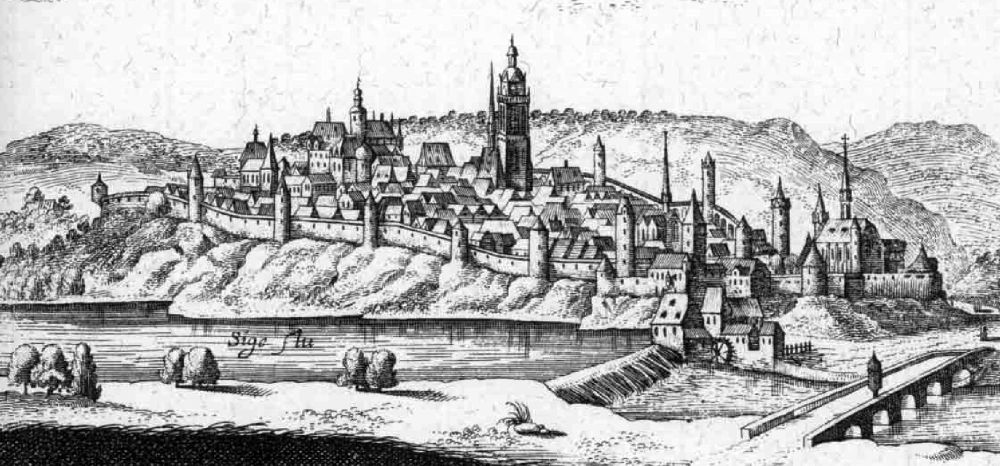
Siegen – Auszug aus der Topographia Hassiae von Matthäus Merian, 1655

Rektor der Hohen Schule während der Verlegung nach Siegen war 1599/1600 der aus Diedenshausen in der Grafschaft Sayn-Wittgenstein stammende Staatsrechtler und calvinistische Politiktheoretiker Johannes Althusius (vormals Althaus), dessen Hauptwerk Politica Methodice Digesta (1603), die erste systematische Politiklehre des frühneuzeitlichen Ständestaates, ihn zu einem der bedeutendsten deutschen Staatstheoretiker des 16. und 17. Jahrhunderts und zu einem der Väter der Entwicklung der Föderalismustheorie in der frühen Neuzeit machte. Während seiner Siegener Professorenzeit heiratete Althusius die junge Witwe Margarethe Keßler, die Tochter des Siegener Rentmeisters Friedrich Neurath (Naurath). Althusius (1563–1638) war von 1604 an Stadtsyndikus im calvinistischen Emden.
Johann VII., der Mittlere (1561–1623), Graf von Nassau-Siegen, der älteste Sohn des Grafen Johann VI. von Nassau-Dillenburg und erste Nassauer, der nach vielen Generationen wieder eine eigene Hofhaltung im Oberen Schloss in Siegen begründete, richtete im Jahr 1616 eine ritterliche Kriegsschule im heute noch bestehenden alten Zeughaus an der Burgstraße ein. Ein aufgelassenes Franziskanerkloster baute er zum Nassauer Hof genannten Witwensitz für seine zweite Ehefrau um; die nächsten Generationen erweiterten es dann zum Unteren Schloss.

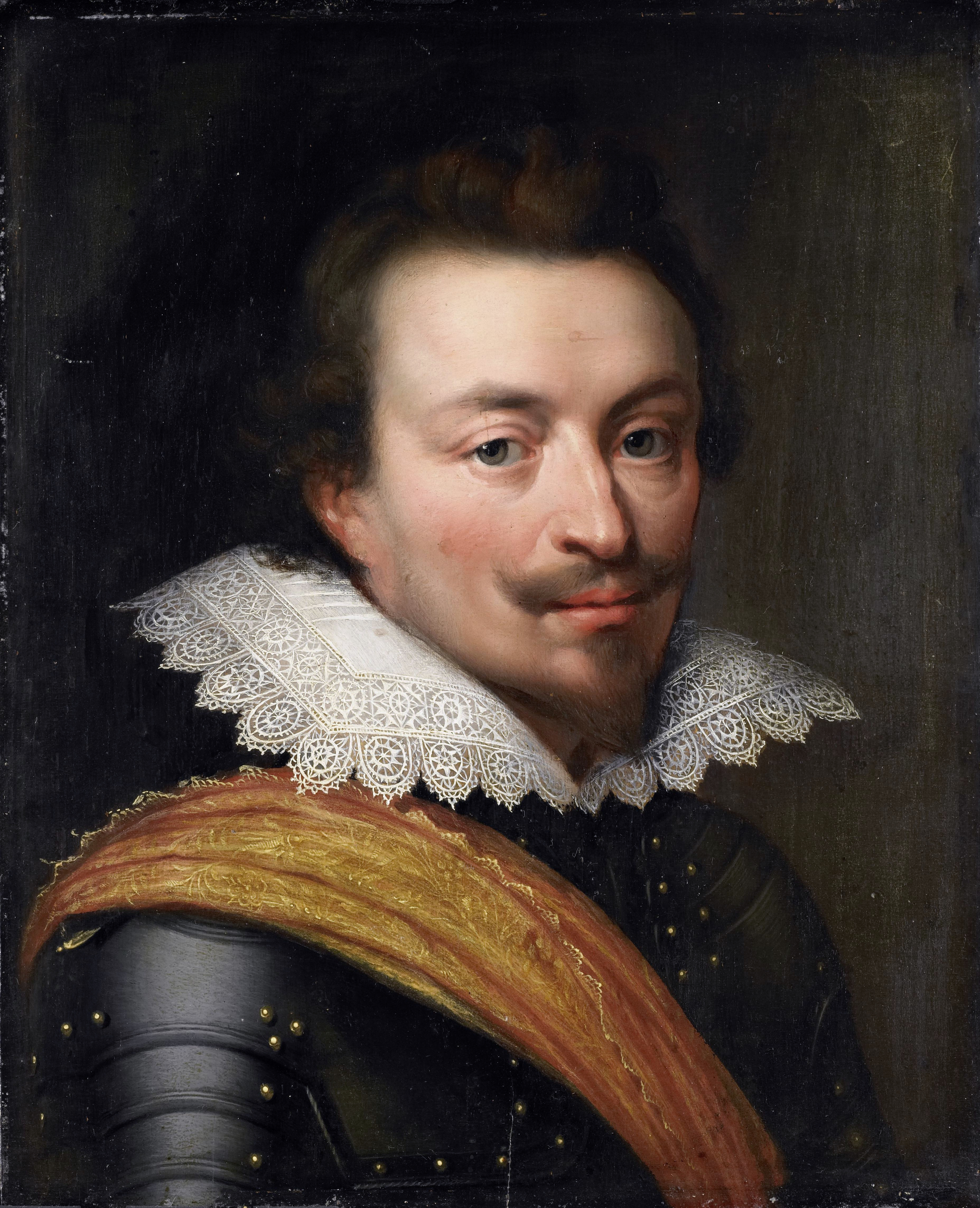
Graf Johann VIII.

Sein Sohn Johann VIII., der Jüngere, trat 1612 wieder zur katholischen Kirche über. Dies veranlasste den Vater 1621, seine Nachfolge auf drei Söhne zu verteilen, um das reformierte Bekenntnis zu erhalten und die Bürger vor dem Zwang zum Konfessionswechsel zu bewahren. Nach seinem Tod 1623 usurpierte Johann VIII. aber mit Hilfe kaiserlicher Truppen, deren General er war, die gesamte Grafschaft. Kaiser Ferdinand II. unterstützte ihn, indem er das Testament von 1621 für ungültig erklärte. Mit Hilfe von Jesuiten aus Köln begann Johann VIII. die Rekatholisierung der Grafschaft – sehr im Sinne des diesbezüglich radikal eingestellten Kaisers. Während Johann VIII. auf der spanischen Seite in den Niederlanden und Frankreich kämpfte, besetzten 1632 schwedische Truppen die Grafschaft.

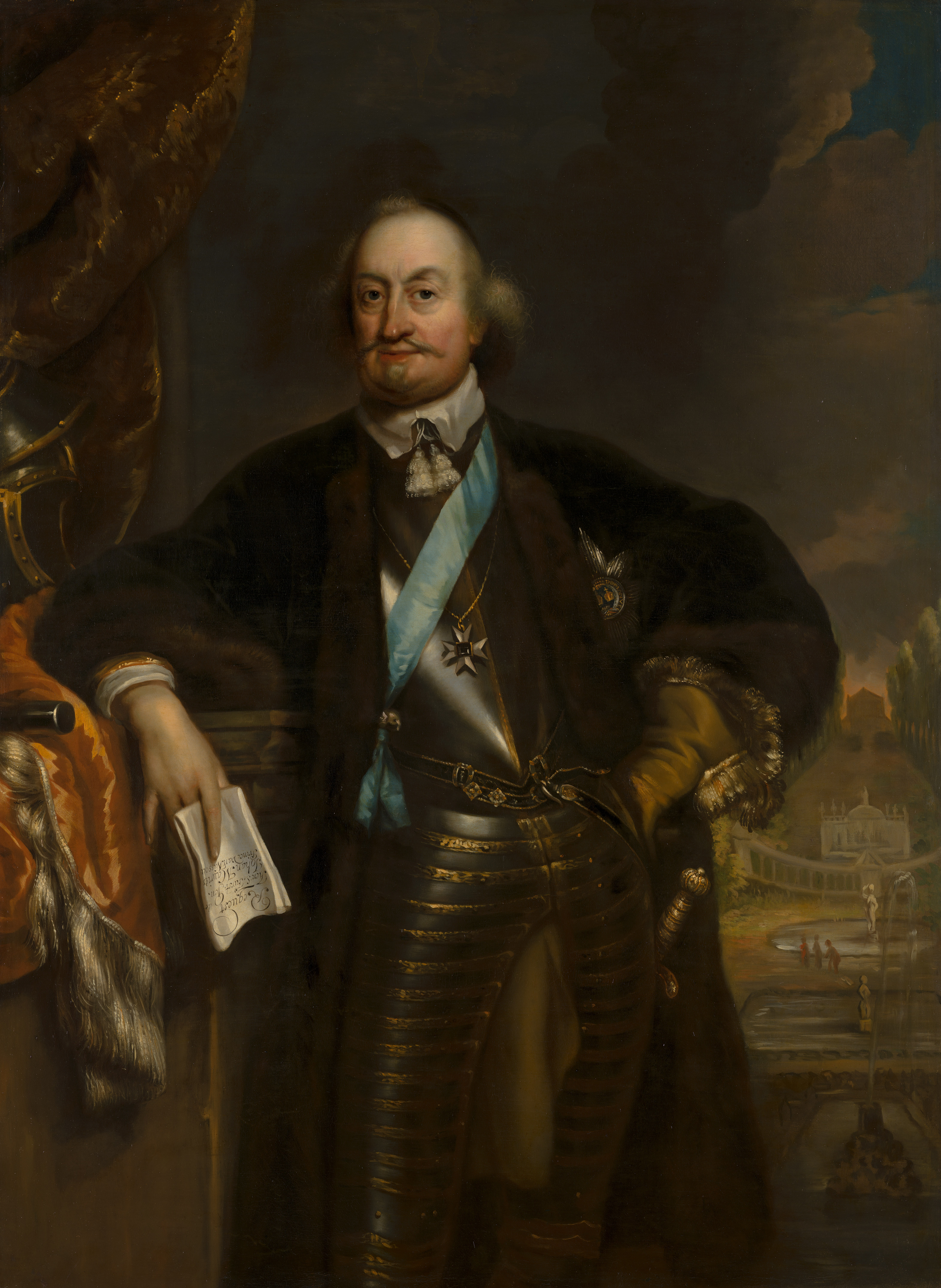
Fürst Johann Moritz (um 1668)

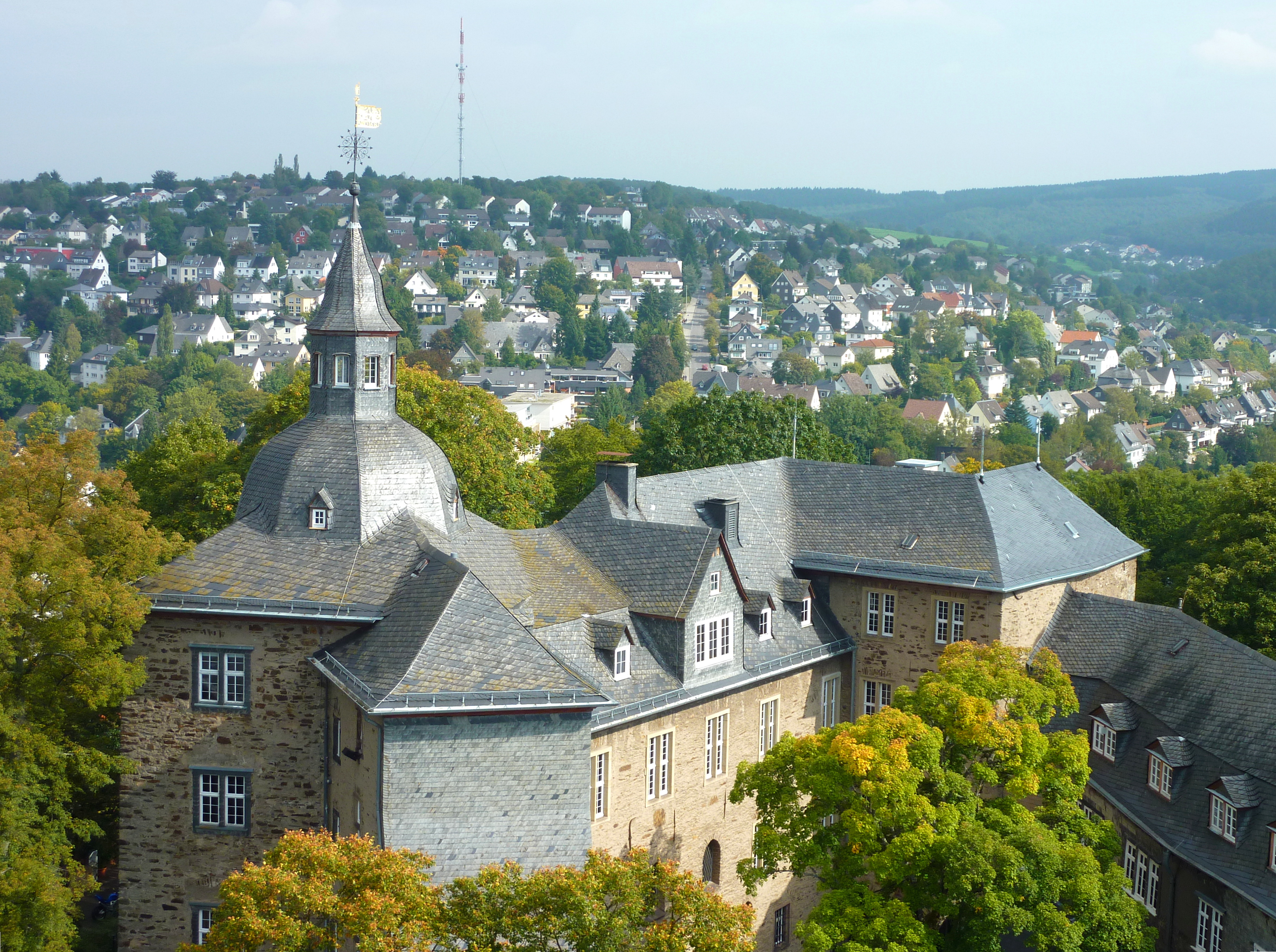
Oberes Schloss, ab 1623 Residenz der katholischen Grafen und Fürsten

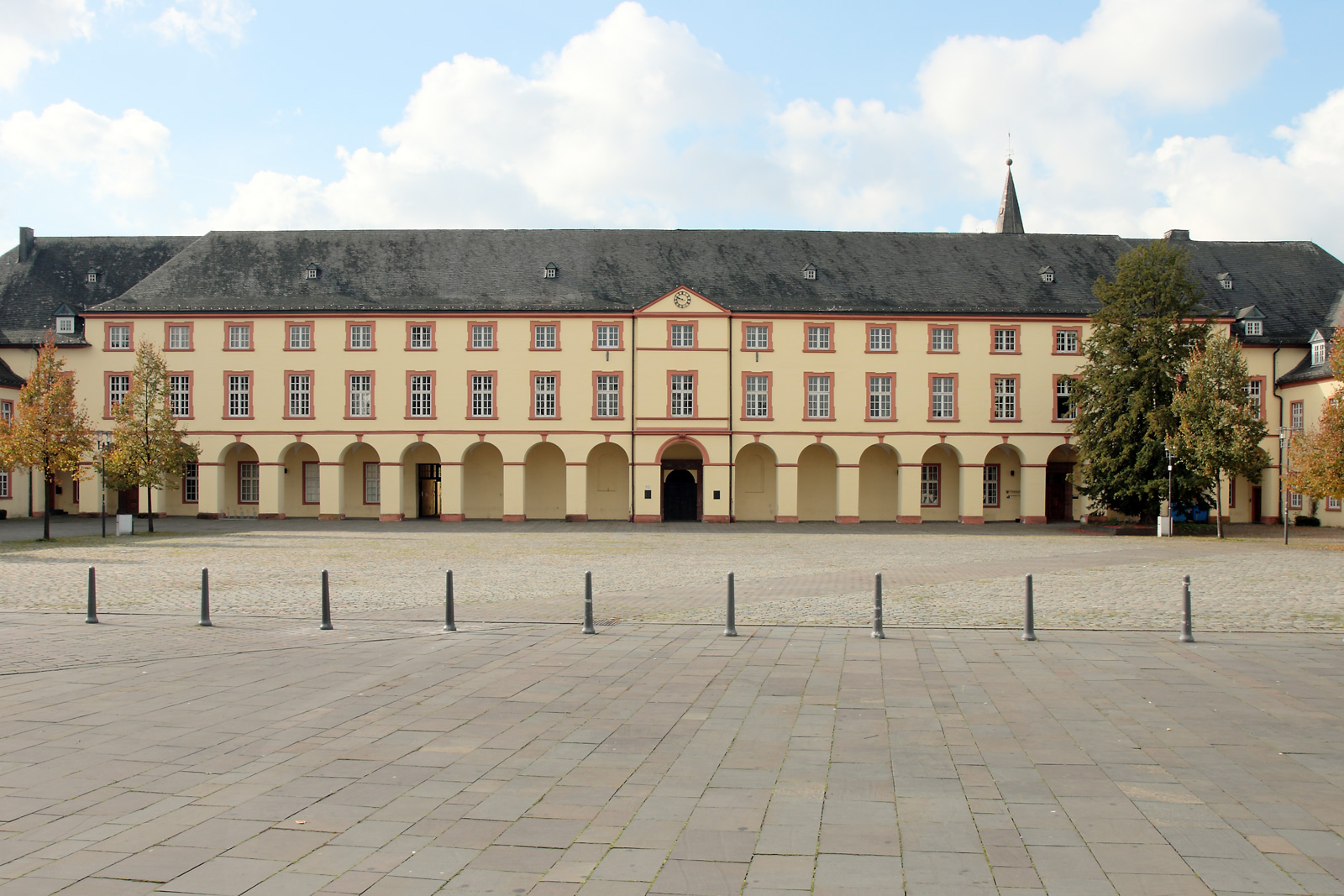
Unteres Schloss, ab 1648 Residenz der reformierten Grafen und Fürsten

Sein Halbbruder Johann Moritz, der im Dienst der protestantischen Republik der Vereinigten Niederlande stand und 1623 von Johann VIII. um sein Erbteil geprellt worden war, nutzte die Gelegenheit, die Macht in der Grafschaft zu ergreifen. Er vertrieb auch sogleich die Jesuiten aus Siegen. 1636 ging er jedoch als Generalgouverneur nach Niederländisch-Brasilien und gleichzeitig wendete sich das Kriegsglück im Dreißigjährigen Krieg wieder zugunsten der Kaiserlichen, sodass Johann VIII. die Grafschaft wieder in Besitz nehmen und dort seine Rekatholisierung mit Gewalt wiederaufnehmen konnte. 1638 starb Johann VIII., was den langjährigen Erbstreit um Nassau-Siegen (1623–1648) weiter eskalieren ließ. Erst 1648 wurde dieser durch kaiserlichen Schiedsspruch beendet: Entsprechend dem Testament Johanns dem Mittleren von 1621 wurde nun die Herrschaft auf drei Verwandte aufgeteilt, welche die Grafschaft in Form eines Kondominiums regierten, intern aber eine Teilung vornahmen, die auch die Stadt betraf. Einer von ihnen war wiederum Johann Moritz, der 1650–51 für eine Teilung des Siegerlands nach Konfessionen sorgte; 1652 wurde er in den Reichsfürstenstand erhoben und regierte bis 1679.
Am 19. Februar 1673 versetzte ein Erdbeben die Bevölkerung in Angst und Schrecken. Am 10. Februar 1679, andere Sekundär-Quellen nennen hier den 19. Februar 1679, war der Beginn der Blockade durch osnabrückische Truppen. Am 15. Januar 1682 richtete ein Hochwasser im Siegtal großen Schaden an. Der 20. Februar 1716 war der Tag, an dem eine Anordnung getroffen wurde, alle bis dahin mit einer Einzäunung umgebenen Höfe und Gärten in Siegen nunmehr mit Hecken zu umfrieden.
Unter Fürst Wilhelm Hyacinth kam es ab 1699 zu Gewalttaten zwischen beiden Konfessionen. Allerdings führten nicht die konfessionellen Streitigkeiten zu seiner Absetzung 1707, sondern seine Willkür und sein exorbitanter Lebensstil. Die Unternehmerfamilie Flender als eine der höchstbesteuerten weigerte sich, die erdrückende Steuerlast zu zahlen, und einer ihrer Angehörigen wurde ohne Gerichtsverfahren im Hasengarten des Siegener Schlosses geköpft; nach der Enthauptung des Bürgers Friedrich Flender von der Hardt (1674–1707) am 29. März 1707 wurde Wilhelm Hyacinth vom Kaiser abgesetzt und floh aus Siegen. Er starb 1743 in Hadamar als Letzter der katholischen Linie. Da mit Friedrich Wilhelm II. bereits 1734 auch die reformierte Linie erloschen war, übertrug Kaiser Karl VI. dem Prinzen Wilhelm IV. von Oranien und Fürsten von Nassau-Diez die Regierung. Siegen war nunmehr Hauptort des Fürstentums Siegen innerhalb von Oranien-Nassau. Von 1747 bis 1751 wurde er dann auch Erbstatthalter der Republik der Sieben Vereinigten Provinzen.
Für den 6. September 1777 ist in Siegen die Entstehung der Löhrtor-Brücke an der ersten westdeutschen Kunststraße Hagen-Olpe-Krombach-Siegen verzeichnet. Am 15. März 1806 zog das Elite-Dragoner-Regiment Napoleons in der Stadt ein.
Für den 8. Januar 1809 wird berichtet, dass es in Siegerländer Kirchen wieder Te Deum als Dank für Napoleons Erfolge gab.
1816 konnten in Siegen bereits 572 Häuser mit 3421 Einwohnern gezählt werden, nachdem 18 Jahre zuvor lediglich 555 Häuser, davon 58 auf der Sieghütte, 41 auf der Hammerhütte und 26 in Hain, vorhanden waren.

#### 19. Jahrhundert bis Ende des Kaiserreichs
Der Bergbau im Siegerland, die Hauptquelle des Wohlstands, und die Landwirtschaft entwickelten sich positiv. Als Fürst Wilhelm von Oranien sich weigerte, dem von Napoleon initiierten Rheinbund beizutreten, ist er von ihm abgesetzt worden. Das Siegerland wurde Teil des Siegdepartements innerhalb des Großherzogtums Berg. Nach der Niederlage Napoleons in der Schlacht von Leipzig nahm Wilhelm Friedrich als Prinz von Oranien im Dezember 1813 wieder Besitz seiner deutschen Erblande, die er aber 1815 an Preußen abtrat, wofür er im Gegenzug das Großherzogtum Luxemburg erhielt. Die Stadt wurde dem Kreis Siegen, zunächst im Regierungsbezirk Koblenz (Provinz Großherzogtum Niederrhein), ab 1817 im Regierungsbezirk Arnsberg (Provinz Westfalen) zugeordnet.

Siegen um 1850

Bis zum 8. November 1813 fand im Siegerland ein vier Tage andauernder Durchzug von 16.000 Soldaten Blüchers mit 8.000 Pferden statt. Etwa ein Jahr später, am 15. November 1814, konnte Siegen erstmals eine Straßenbeleuchtung in Form von 16 Petroleumlampen aufweisen. Am 1. September 1841 trat in Siegen der erste „Königliche Land-Fußboten-Postler“ seinen Dienst an. Der 9. September 1875 war der Tag des erstmaligen Einsatzes einer von einem Pferd gezogenen Straßenfegemaschine auf der Sandstraße und der Koblenzer Straße in Siegen.
Am 20. Juli 1881 richtete ein Unwetter nach wochenlang anhaltender Hitze schwere Schäden in der Stadt an.
Durch den Anschluss an Preußen wurden die historischen Bindungen nach Süden aufgelöst. Das Siegerland wurde nach Westfalen hin ausgerichtet, von dem es bis dahin durch eine jahrhundertealte politische, kulturelle, sprachliche und konfessionelle Grenze getrennt gewesen war.

#### Weimarer Republik
Auf dem Hintergrund der Novemberrevolution konstituierte sich auch in Siegen ein Arbeiter- und Soldatenrat. Er setzte sich die Aufgabe, für „Ruhe, Ordnung und Sicherheit“ zu sorgen. Die alten städtischen Autoritäten bestimmten weiterhin den Gang der Dinge. Der bis dahin amtierende Bürgermeister Anton Delius trat Ende 1918 aus Altersgründen zurück. Sein Nachfolger wurde der nationalkonservative Alfred Fissmer.
Am 1. März 1923 schied die Stadt Siegen aus dem Kreis Siegen aus und wurde kreisfrei, blieb aber Verwaltungssitz des Kreises Siegen.
Am 6. Dezember 1927 wurde am Herrengarten in Siegen ein neues Finanzamt eröffnet. Hier hatte das Amt seinen Sitz bis zum im Dezember 1981 begonnenen Umzug an den heutigen Standort im Weidenauer Neubau.
Am 27. Dezember 1929 bestand der Rat der Stadt Siegen aus neun Mitgliedern der DNVP, acht der Zentrumspartei und jeweils vier von DVP, SPD und NSDAP. Die restliche vier Sitze belegten „Sonstige“.
Bei den Reichspräsidentenwahlen am 10. April 1932 erhielten Hindenburg in Siegen 50,8 Prozent der Stimmen (Reich: 53 Prozent), Hitler 44,8 Prozent (36,8 Prozent) und Thälmann 4,4 Prozent (10,2 Prozent). Seit den Landtagswahlen am 24. April 1932 war die NSDAP (45,6 Prozent; Preußen: 36,3 Prozent) die mit weitem Abstand stärkste Partei. Die zweite Position hatte zu diesem Zeitpunkt das Zentrum (18,4 Prozent).

#### Nationalsozialismus
Auf die Übergabe der Regierungsgewalt an die NSDAP und ihre deutschnationalen Bündnispartner („Kabinett Hitler“) am 30. Januar 1933 folgten in Siegen zunächst die Schließung des Parteibüros der KPD, Hausdurchsuchungen und Beschlagnahmungen, dann Verhaftungen, nach den bereits unter irregulären Bedingungen stattfindenden Wahlen am 5. März systematische Verhaftungsaktionen, ferner Verschleppungen von Mitgliedern und Anhängern von KPD, SPD, Zentrum und Freien Gewerkschaften in den Keller des Braunen Hauses der NSDAP, wo sie misshandelt und gefoltert wurden. Am 25. Februar 1933 begann im Siegerland die Einrichtung von Arbeitslagern.
Am 10. November 1938 wurde die Synagoge der Jüdischen Gemeinde im Obergraben von einer Gruppe Nationalsozialisten, die meisten Angehörige der SS, unter den Augen einer großen Zahl Schaulustiger verwüstet und in Brand gesetzt. Sie brannte völlig aus. Es kam mindestens vereinzelt zu Angriffen auf jüdische Geschäfte in der Oberstadt und zu wenigstens einem Übergriff auf ein Privathaus. Die Männer aus der Gemeinde, zumindest soweit sie über Ladengeschäfte verfügten, wurden in das KZ Sachsenhausen deportiert, um ihnen die Läden abzupressen und die Familien ins Ausland zu vertreiben, was weitere erhebliche Eigentumsverluste zur Folge hatte. Die bereits vor dem Pogrom einsetzenden Vertreibungen und „kalten“ Umverteilungen erhielten so einen erheblichen Schub. An Opfer des Nationalsozialismus erinnern heute zahlreiche Stolpersteine.
Vom 4. Dezember 1938 datiert die Einweihung des heutigen, nach der Malerin Anna Seel benannten Haus Seel als damaliges „Haus der Kunst“. Nach der kompletten Zerstörung des ursprünglich an der Löhrstraße gelegenen Gebäudes, beim großen Bombenangriff am 16. Dezember 1944, befindet sich das Haus Seel heute am Siegener Kornmarkt. Seit 1962 befindet sich darin eine Bücherei und die städtische Galerie.
Am 30. November 1940 begann in Siegen, Weidenau und Geisweid der Bau von 16 Luftschutzbunkern. Die Planung dafür wurde bereits 1939 vor Kriegsbeginn aufgenommen.
Entsprechend dem Vormarsch der Wehrmacht wurden seit 1939 ausländische Zwangsarbeiter in die Stadt gebracht. Kurz vor dem Höhepunkt des Arbeitseinsatzes in der ersten Jahreshälfte 1944 waren 2.310 Menschen aus neun Staaten in 22 Siegener Lagern und in einigen wenigen Privatquartieren gemeldet. Knapp zwei Drittel der Zwangsarbeiter stammten aus der Sowjetunion, 141 davon waren Kinder unterschiedlicher Altersgruppen.
Am 28. April 1942 kam es zur ersten Deportation jüdischer Siegener ins Lager Zamość in Polen. Eine zweite Deportation folgte am 27. Juli 1942 in das KZ Theresienstadt, die dritte Deportationswelle fand am 27. Februar 1943 statt, die in das Vernichtungslager Auschwitz führte. Nur einzelne Deportierte überlebten. Das Eigentum der Deportierten wurde enteignet und ging in den Besitz der Mehrheitsbevölkerung und des Staates über.
Im September 1944 ging ein Transport von mit Nichtjuden Verheirateten sowie von „Mischlingen 1. Grades“ zur Zwangsarbeit in verschiedene Lager des Altreichs, wie zum Beispiel nach Kassel-Bettenhausen und Berlin (Jüdisches Krankenhaus). Diese Häftlinge überlebten.
Am 16. Dezember 1944 wurde die Innenstadt Ziel eines schweren britischen Luftangriffs, bei dem 80 Prozent des Stadtgebiets zerstört wurden. Dabei starben 348 Deutsche sowie eine nie festgestellte Zahl ausländischer Zwangsarbeiter und es gab zahlreiche Schwerverletzte. Zu etwa demselben Zeitpunkt detonierte eine vom Leitstand Siegen aus geführte V 2 in einem vollbesetzten Kino der Rubens-Stadt Antwerpen, wobei 567 Menschen starben und 291 schwer verletzt wurden. Von Ende Januar bis März 1945 kam es zu weiteren Bombenangriffen mit Toten und erheblichen Sachschäden in Ortsteilen des heutigen Stadtgebiets (29. Januar, 1., 4., 14. Februar, 12., 17., 23. März). Damit war der Luftkrieg über dem Siegerland erst spät in seine dramatische Phase eingetreten. Die Bevölkerung kam dabei vergleichsweise glimpflich davon, da bei frühen Kriegsvorbereitungen viele Schutzräume gebaut wurden und der Bevölkerung bei den Luftangriffen Schutz boten. Die Bevölkerung zum Widerstand gegen die Führung zu bringen, bewirkte der Luftkrieg auch im Siegerland nicht.
Auch auf dem Gebiet der heutigen Stadt Siegen kam es zu einer größeren Zahl von Endphaseverbrechen. Die Opfer, Deutsche und ausländische Zwangsarbeiter, traten für ein rasches Kriegsende ein, wurden dessen verdächtigt, für Regimegegner gehalten oder waren anderen Vorwürfen ausgesetzt.
In schweren Bodenkämpfen versuchten Einheiten der Wehrmacht in der Schlussphase Anfang April 1945 trotz großer Unterlegenheit das Kriegsende hinauszuzögern. Die Truppenteile ignorierten ein Kapitulationsangebot der US-Armee und setzten die Kämpfe fort, bei denen auch eine größere Anzahl US-Soldaten fiel. Am 6. April 1945 gelang es den US-Truppen, die Kasernen am Westrand der Stadt einzunehmen, drei Tage später konnten sie ihren Gefechtsstand in Siegen schließen. Damit war der Krieg für die Stadt beendet. Insgesamt wurden von den vor Kriegsbeginn in der Stadt vorhandenen 4.338 Gebäuden mit 10.452 Wohnungen über 90 Prozent, nämlich 4.096 Gebäude mit 10.169 Wohnungen, beschädigt oder zerstört. Alle Brücken über die Sieg waren von der Wehrmacht gesprengt worden. Allein in Eiserfeld wurden am 30. und 31. März 1945 fünf Eisenbahn- und fünf Straßenbrücken zerstört.

#### Seit 1945
Nach dem Abschluss der Kampfhandlungen übergaben die US-Kampfverbände die Stadt am 9. April 1945 der Britischen Militäradministration. Am 24. April ernannte die Militärregierung den Sozialdemokraten Fritz Fries zum Oberbürgermeister.
Zwischen 1945 und 1994 waren Tausende Soldaten der Belgischen Streitkräfte mit ihren Familien in Siegen stationiert.
In Ausführung des Gesetzes zur Neugliederung des Landkreises Siegen wurde die Stadt Siegen am 1. Juli 1966 in den Landkreis Siegen eingegliedert. Gleichzeitig wurden sechs vorher selbständige Kommunen eingemeindet. Die Vorschriften für kreisfreie Städte fanden mit Ausnahmen Anwendung. Zudem wurden die Amtstitel Oberbürgermeister und Oberstadtdirektor zunächst beibehalten. Dieser Sonderstatus der Stadt wurde durch das Sauerland/Paderborn-Gesetz am 1. Januar 1975 aufgehoben. Im Zuge dieses Gesetzes wurde Siegen mit zehn weiteren Gemeinden zu einem neuen Kreis, der am 1. Januar 1984 den Namen Kreis Siegen-Wittgenstein erhielt, zusammengefasst.
Infolge dieser kommunalen Neugliederung überschritt die Einwohnerzahl 1975 erstmals die Grenze von 100.000, wodurch Siegen zur Großstadt wurde. Infolge des Zensus 2011, der eine Einwohnerzahl von 99.187 ergab, verlor Siegen den Status als Großstadt. Bei der Zählung vom 31. Dezember 2014 wurde die Marke mit 100.325 Einwohnern erneut überschritten.
2004 entstand in einem Siegener Wohngebiet am Rosterberg ein Tagesbruch. Häuser waren einsturzgefährdet. Dieser Bergschaden wurde als Siegener Loch bekannt.
2017 wurde Siegen in die 27. Auflage des Dudens aufgenommen.
2024 feierte die Stadt das 800-jährige Stadtjubiläum. Dazu erschien im Briefmarken-Jahrgang 2024 der Bundesrepublik Deutschland eine Sondermarke der Deutschen Post im Wert von 100 Eurocent, die eine historische Ansicht der Stadt mit dem Wahrzeichen der Stadt, dem goldenen Krönchen auf dem Turm der Nikolaikirche, zeigt.

### Religion

#### Geschichte

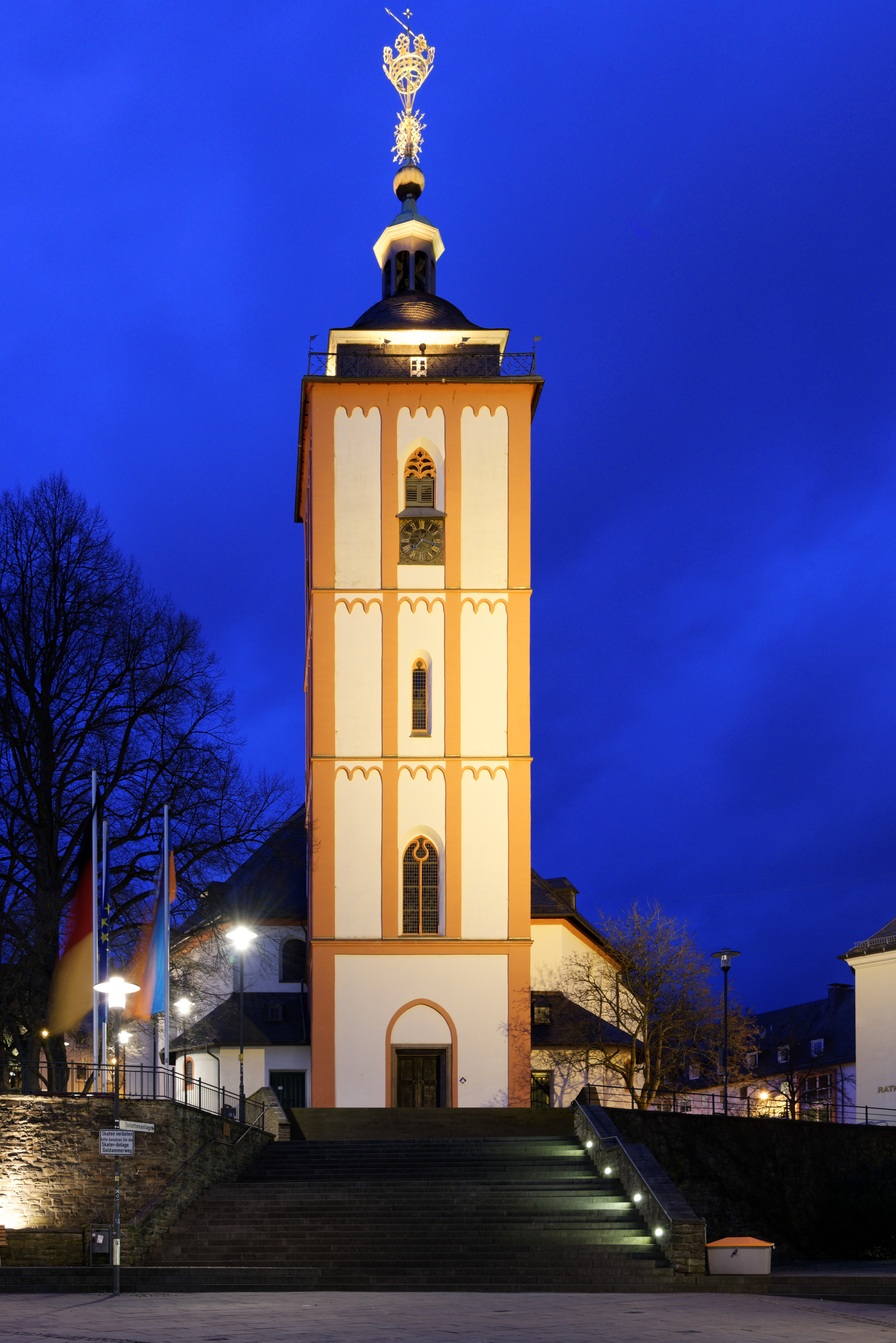
Der Turm der Nikolaikirche mit dem Krönchen bei Nacht

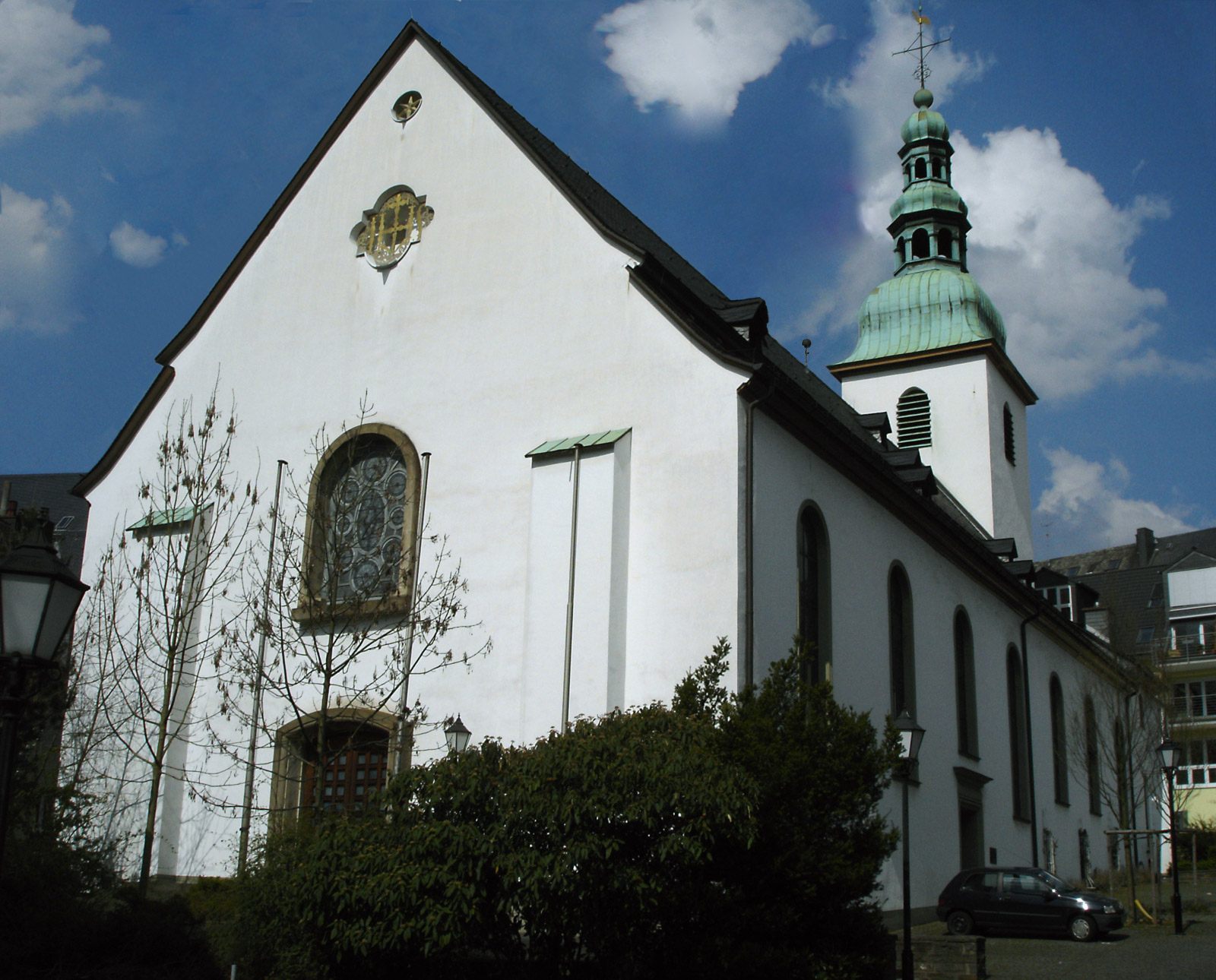
Marienkirche am Siegberg

Die Stadt Siegen gehörte anfangs zum Gebiet des Erzbistums Mainz beziehungsweise zu dessen Dekanat Arfeld. In der Stadt befand sich ein Weißfrauenkloster, das im 15. Jahrhundert aufgegeben wurde. Ein Franziskanerkloster wurde 1533 nach der 1530 von den damaligen Landesherren, den Nassauern, eingeführten Reformation aufgelöst. Danach war die Stadt zunächst lutherisch, 1550 trat das Fürstentum Nassau zum reformierten Bekenntnis über. Siegen war eine überwiegend protestantische Stadt. Ab 1623 konnte die Gegenreformation teilweise Fuß fassen, so dass etwa ein Fünftel Siegens und dessen Umland wieder katholisch wurden. Ab 1626 gab es ein Jesuitenkloster in der Stadt.
Nach dem Übergang an Preußen 1815 wurde in Siegen, wie in ganz Preußen, zwischen 1819 und 1835 die Union zwischen lutherischen und reformierten Gemeinden eingeführt, die Gemeinden der Stadt behielten allerdings ihr reformiertes Gepräge. Siegen als Teil der westfälischen Provinzialkirche (heute Evangelische Kirche von Westfalen) wurde Sitz einer Superintendentur. Heute wird dieser Verwaltungsbezirk als Kirchenkreis bezeichnet, dem alle Kirchengemeinden der Region mit Ausnahme der Freikirchen angehören. Der Kirchenkreis Siegen umfasst den Altkreis Siegen und einen Teil des Kreises Olpe.
Die Katholiken der Stadt gehörten auch nach der Reformation weiterhin zum Erzbistum Mainz. Mit der Neustrukturierung der Katholischen Kirche Anfang des 19. Jahrhunderts wurde Siegen dem Bistum Paderborn zugeteilt und Sitz einer Kreissynode, heute Dekanat, zu dem alle katholischen Pfarrgemeinden des Kreises gehören. 1929 wurde Paderborn Erzbistum.
Neben der römisch-katholischen Kirche gibt es in Siegen eine griechisch-orthodoxe und eine rumänisch-orthodoxe Kirchengemeinde.
Siegen ist Sitz des Evangelischen Gemeinschaftsverbandes Siegerland-Wittgenstein, dem 70 pietistische Gemeinschaften angeschlossen sind. Ferner sind verschiedene Freikirchen in Siegen ansässig, darunter mehrere Evangelisch-Freikirchliche Gemeinden (Baptisten), eine Gemeinde der Evangelisch-methodistischen Kirche, eine Gemeinde der Heilsarmee (Korps Siegen), eine Selbständige Evangelisch-Lutherische Kirche (SELK), eine Adventgemeinde, mehrere Freie evangelische Gemeinden (FeG), die Christliche Gemeinde Achenbach, mehrere Christliche Versammlungen, Calvary Chapel und die Missionsgemeinde Siegen-Meiswinkel.
Weitere Religionsgemeinschaften in Siegen sind die Kirche Jesu Christi der Heiligen der Letzten Tage, katholisch-apostolische Gemeinden, die Neuapostolische Kirche, die Zeugen Jehovas, die Urchristliche Gemeinde sowie eine jesidische Gemeinde. Die Synagoge Siegen ist bei den Novemberpogromen 1938 zerstört worden. 1996 wurde im danach erbauten Hochbunker auf gleichem Grundstück eine Gedenkstätte eingerichtet.
Es gibt sieben Moscheen: Seit 1995 wird eine Moschee in der Königstraße unter dem Dachverband IGMG betrieben. Der Dachverband DITIB unterhält die Selimiye-Moschee im Stadtteil Geisweid. Der VIKZ steht der Siegen-Moschee in der Hagener Straße vor. Außerdem gibt es die Al-Nur-Moschee und die BILAL-Moschee im Stadtteil Weidenau, die Masjed-Ibrahim-Moschee in der Daimlerstraße und eine Moschee des Albanischen Vereins IKRA Siegen am Effertsufer.

#### Konfessionsstatistik
Gemäß der Volkszählung 2011 lag am 9. Mai 2011 der Anteil der katholischen Bürger bei 21,4 %, der evangelischen mehrheitlich bei 46,4 % und der Sonstigen bei 32,1 %. Der Anteil der Protestanten und Katholiken an der Gesamtbevölkerung ist seitdem jährlich um 1 Prozentpunkt gesunken. Derzeit (Stand 30. September 2021) liegt der Anteil der katholischen Bürger bei 18,9 % (19.664 Einwohner), der evangelischen bei 36,2 % (37.596 Einwohner) und der Sonstigen bei 44,9 %. Laut Zensus-2022-Zahlen sind in keiner deutschen Stadt mit mehr als 100.000 Einwohnern evangelische Christen in der Mehrheit. Siegen liegt in NRW mit rund einem Drittel Protestanten auf dem ersten Platz. Die größte Gruppe bilden Einwohner mit anderer oder keiner Religionszugehörigkeit, nämlich rund 46 %. Ende Dezember 2023 waren nach Recherchen der Forschungsgruppe Weltanschauungen in Deutschland 33,6 % der Einwohner der Stadt evangelisch, 17,4 % römisch-katholisch und 49 % waren konfessionsfrei oder gehörten einer sonstigen Religionsgemeinschaft an.

### Gebietsreform
Folgende Gemeinden und Gemarkungen wurden nach Siegen eingemeindet:
- 1. April 1902: Teile von Buschgotthardshütten[57]
- 1. April 1912: Teile von Buschgotthardshütten[57]
- 1. August 1934: Teile von Achenbach[57]
- 1. April 1937: Achenbach und Teile von Buschgotthardshütten[57]
- 1. Juli 1966: Trupbach, Seelbach, Breitenbach, Bürbach, Kaan-Marienborn und Volnsberg[57]
- 1. Januar 1969: Feuersbach[58]
- 1. Januar 1975: Stadt Hüttental und Stadt Eiserfeld[59]

### Einwohnerentwicklung

Bevölkerungsentwicklung von 1871 bis 2017. Der kurze rote Graph gibt die Einwohnerentwicklung von Alt-Siegen an

1897 hatte Siegen 20.000 Einwohner, bis 1939 verdoppelte sich diese Zahl auf 40.000. Im Zweiten Weltkrieg verlor die Stadt rund 30 % ihrer Einwohner (12.000 Personen). Die Einwohnerzahl sank bis 1945 auf 28.000 und erreichte 1952 wieder den Vorkriegsstand.
Am 1. Januar 1975 hatte die Bevölkerungszahl durch die Eingemeindung von Hüttental (38.867 Einwohner 1974) und Eiserfeld (22.354 Einwohner 1974) mit 117.224 Einwohnern einen historischen Höchststand. Ende Juni 2005 lebten in Siegen laut Fortschreibung des Landesamtes für Datenverarbeitung und Statistik Nordrhein-Westfalen 105.328 Personen mit Hauptwohnsitz. Seit 1975 sank die Einwohnerzahl um rund zehn Prozent (12.000 Personen). Am 30. Juni 2022 lag die Bevölkerungszahl Siegens bei insgesamt 101 992 Personen, davon waren 51 844 weiblich. Am 31. Dezember 2024 lag die Bevölkerungszahl bei 102.685 Personen, davon waren 51.570 weiblich.

#### Alt-Siegen als Stadtteil
Einwohnerzahlen von Alt-Siegen als Stadtteil:
| Jahr | Einwohner |
| ---- | --------- |
| 1986 | 40.867    |
| 1994 | 41.880    |
| 2004 | 38.109    |
| 2006 | 37.975    |
| 2008 | 37.539    |
| 2010 | 37.165    |

| Jahr | Einwohner |
| ---- | --------- |
| 2012 | 37.673    |
| 2014 | 38.249    |
| 2016 | 39.388    |
| 2021 | 39.033    |
| 2022 | 39.480    |
| 2023 | 39.472    |
| 2024 | 39.293    |

## Politik

### Stadtrat

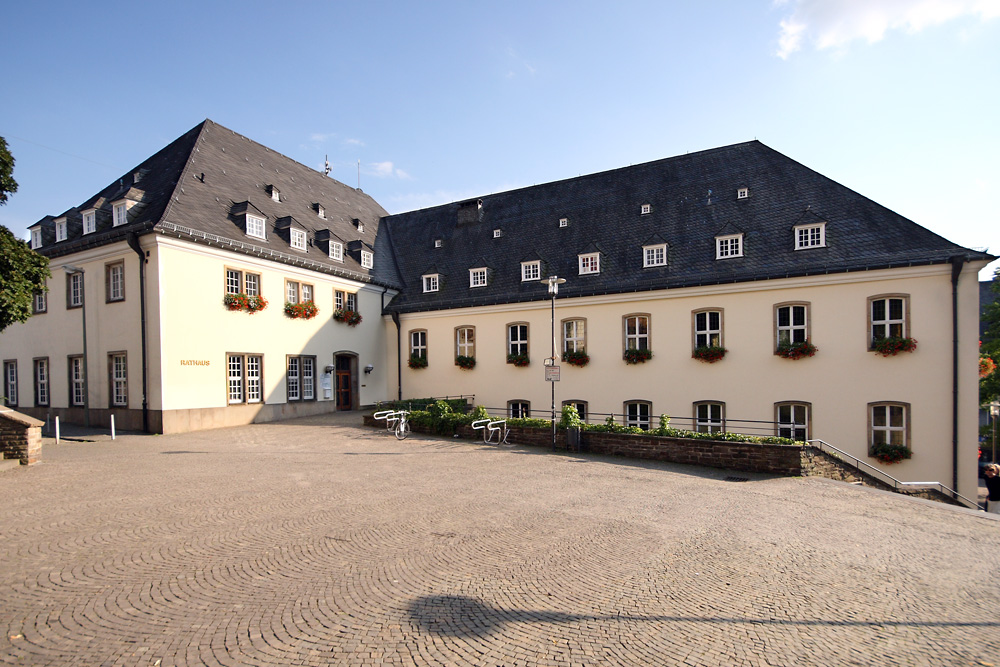
Rathaus in der Oberstadt am Siegberg in Siegen

Die Sitze des Stadtrates verteilen sich nach den Kommunalwahlen seit 2020 wie folgt:
| Jahr     | CDU | SPD | Grüne | FDP | UWG | Linke | AfD | Volt | Gesamt |
| -------- | --- | --- | ----- | --- | --- | ----- | --- | ---- | ------ |
| 2020 (1) | 22  | 15  | 12    | 4   | 6   | 4     | 5   | 2    | 70     |
| 2014     | 23  | 19  | 8     | 4   | 5   | 4     | 3   | –    | 66     |

Hinzu kommt der Bürgermeister Steffen Mues (CDU).
Seit 2020 gibt es eine Kooperation zwischen CDU und SPD.
Der Gesamtschuldenstand der Stadt lag 2007 bei etwa 320,5 Millionen Euro. 100,7 Millionen entfallen auf den Kernhaushalt, 118,1 Millionen auf städtische Eigenbetriebe und 101,6 Millionen auf Kassenkredite.
Aus dem Rat konstituieren sich die gesetzlich vorgeschriebenen Ausschüsse. Ferner existiert in der Stadt Siegen ein aus 21 Mitgliedern bestehender Integrationsrat. Dieser setzt sich aus 14 gewählten Migrantenvertretern und sieben bestellten Ratsmitgliedern zusammen. In der Stadt Siegen wird zudem ein 36-köpfiger (18 ordentliche Mitglieder sowie 18 Stellvertreter) Seniorenbeirat und ein 22-köpfiger (elf ordentliche Mitglieder sowie elf Stellvertreter) Behindertenbeirat durch Wahl bestellt.

### Bürgermeister
An der Spitze der Stadt sind seit dem 13. Jahrhundert mehrere Bürgermeister nachweisbar. 1304 und 1305 wurde erstmals ein Rat (consules) genannt. Bereits seit 1224 gab es jedoch „Burgmänner“ und drei jährlich wechselnde Bürgermeister. Ab 1500 wurden im Jahr nur noch zwei Bürgermeister gewählt. Im 18. Jahrhundert errangen die Zünfte zunehmend Einfluss in der Stadt. Danach vertrat der „regierende“ oder „im Amt stehende“ alte Schuhmachermeister beim Rat die „gemeinsame Bürgerschaft“. Die mittelalterliche Stadtverfassung galt bis 1809, teilweise bis 1815. Ab 1815 herrschte ein Rat mit zwölf Mitgliedern, der sich selbst ergänzte. Ihm stand der Bürgermeister vor. Die Vorstädte erhielten ab 1824 eigene Vorsteher, die dem Siegener Bürgermeister nachgeordnet waren. 1836 wurde die preußische Städteordnung eingeführt. Nach dem Ausscheiden der Stadt aus dem Kreis Siegen 1923 trug das Stadtoberhaupt den Titel Oberbürgermeister. Der seit 1919 als Bürgermeister amtierende Alfred Fissmer blieb während der Zeit der Nationalsozialisten im Amt.
Nach dem Zweiten Weltkrieg setzte die Militärregierung der Britischen Besatzungszone einen neuen Oberbürgermeister ein und führte 1946 die Kommunalverfassung nach britischem Vorbild ein. Danach gab es einen gewählten Rat der Stadt, dessen Mitglieder als Stadtverordnete bezeichnet wurden. Der Rat wählte aus seiner Mitte den ehrenamtlich tätigen Oberbürgermeister als Vorsitzenden und Repräsentanten der Stadt. Des Weiteren wählte der Rat ab 1946 einen hauptamtlichen Oberstadtdirektor als Leiter der Stadtverwaltung.
Mit der Wiedereingliederung der ehemals kreisfreien Stadt Siegen in den Kreis Siegen im Jahr 1975 (ab 1. Januar 1984 Kreis Siegen-Wittgenstein) erhielten die Ratsvorsitzenden die Amtsbezeichnung Bürgermeister, die Verwaltungschefs wurden Stadtdirektoren. Die bis 1999 bestehende so genannte Doppelspitze aus dem ehrenamtlichen, vom Stadtrat gewählten Bürgermeister und dem Stadtdirektor als Verwaltungschef fiel mit der Änderung der nordrhein-westfälischen Kommunalverfassung weg. Seither gibt es nur noch den hauptamtlichen Bürgermeister. Dieser ist gleichzeitig Vorsitzender des Stadtrates und Chef der Stadtverwaltung. Er wird direkt gewählt, bisher auf fünf Jahre, nach einer Änderung der Gemeindeordnung Nordrhein-Westfalens mit der Kommunalwahl 2009 auf sechs Jahre.
Steffen Mues (CDU) wurde mit 55,1 % am 25. Mai 2014 und mit 57,6 % am 13. September 2020 als Bürgermeister wiedergewählt.

#### Bürgermeister beziehungsweise Oberbürgermeister

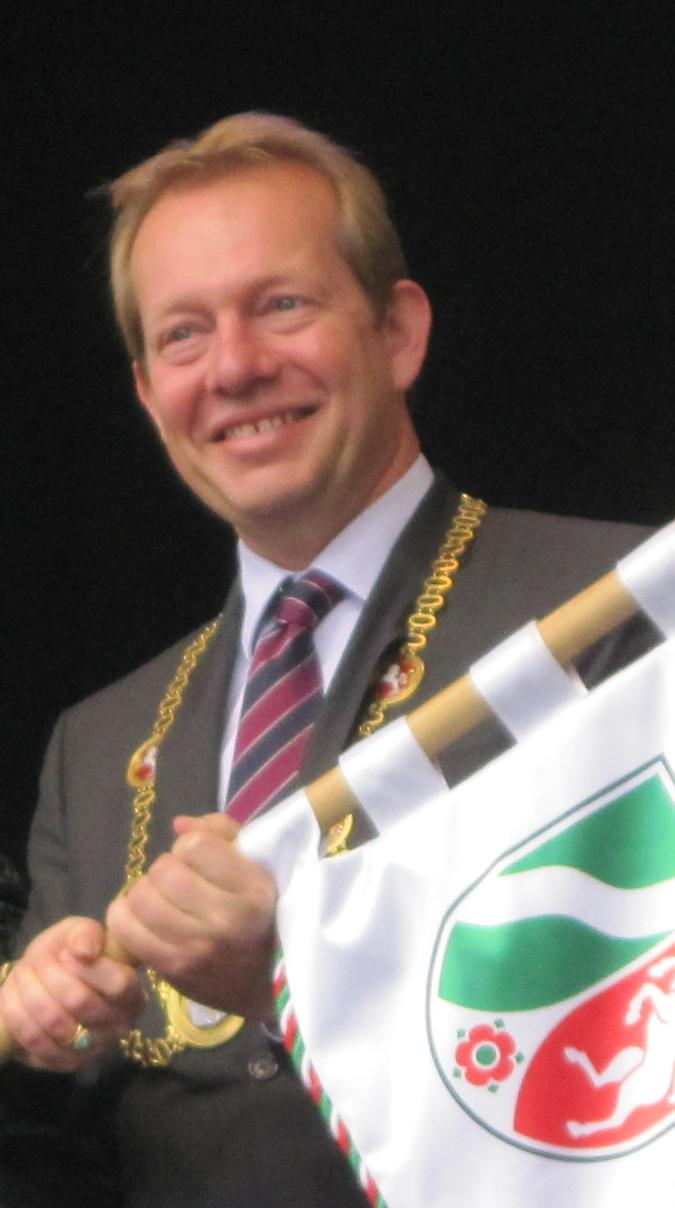
Steffen Mues, amtierender Bürgermeister von Siegen

- 1815–1836: Friedrich Carl Trainer, Königl. Bürgermeister
- 1836–1837: Carl von Viebahn, Bürgermeister
- 1837–1838: Johannes Oechelhäuser, Bürgermeister
- 1838–1862: Heinrich Jacob Achenbach, Bürgermeister
- 1862–1876: Eduard Brasse, Bürgermeister
- 1876–1881: Carl Hermann Lamprecht, Bürgermeister
- 1882–1918: Anton Delius, Bürgermeister, ab 1917 Oberbürgermeister
- 1919–1945: Alfred Fissmer (ab 1937: NSDAP), ab 1923 Oberbürgermeister
- 1945: Fritz Fries (SPD), Oberbürgermeister
- 1945–1946: Otto Schwarz (SPD), Oberbürgermeister
- 1946–1948: Ernst Weißelberg (CDU), Oberbürgermeister
- 1948–1956: Ernst Bach (CDU), Oberbürgermeister
- 1956–1961: Erich Pachnicke (SPD), Oberbürgermeister
- 1961–1966: Karl Eckmann (CDU), Oberbürgermeister
- 1966–1975: Karl Althaus (SPD), Oberbürgermeister
- 1975–1979: Friedemann Keßler (CDU), Oberbürgermeister
- 1979–1989: Hans Reinhardt (SPD), Bürgermeister
- 1989–1994: Hilde Fiedler (SPD), Bürgermeisterin
- 1994–1999: Karl Wilhelm Kirchhöfer (SPD), Bürgermeister
- 1999–2007: Ulf Stötzel (CDU), Bürgermeister
- seit 2007: Steffen Mues (CDU), Bürgermeister

#### Oberstadtdirektoren bzw. Stadtdirektoren 1946–1999
- 1946–1954: Max Baumann, Oberstadtdirektor
- 1954–1975: Kurt Seibt, Oberstadtdirektor
- 1975–1985: Hans Mohn, Stadtdirektor
- 1985–1989: Volker Oerter, Stadtdirektor
- 1989–1995: Otto-Werner Rappold, Stadtdirektor (vorzeitige Beendigung des Amtsverhältnisses auf eigenen Wunsch mit Wirkung vom 2. Dezember 1995)
- 1995–1999: Ulrich Mock, Stadtdirektor (zunächst nur als allgemeiner Vertreter von O.-W. Rappold bis 31. Januar 1997, danach als Stadtdirektor bestellt)

### Wappen

Flagge der Stadt Siegen

| Wappen von Siegen | Blasonierung: „In Silber eine rote Zinnenmauer mit von niedrigen Spitztürmen beseitetem Tor, darüber wachsend ein Erzbischof in blauem Ornat, mit blauer Mitra und silbernem Pallium, der in der Rechten einen silbernen Stab mit zugewendeter goldener Krümme, in der Linken ein offenes Buch hält; im Tor ein blauer Schild, darin ein rot bewehrter goldener Löwe.“ |
| Wappen von Siegen | Wappenbegründung: Das Wappen der Stadt Siegen besteht aus drei Teilen. Im oberen Bereich ist der Bischof von Mainz dargestellt, die Mauer symbolisiert die Stadt selbst und im Tor ist der nassauische Löwe zu sehen. Die Farben blau und gelb sind die Farben des Hauses Nassau.                                                                                      |

### Siegel, Flagge und Banner
Neben dem Wappen führt die Stadt Siegen ein Siegel, eine Flagge und ein Banner. Die Genehmigung dazu wurde durch das Regierungspräsidium Arnsberg am 20. August 1975 erteilt. Das schwarz-weiß gehaltene Siegel beinhaltet das Wappenschild der Stadt Siegen, das dem Uhrzeigersinn folgend und unten beginnend von den Großbuchstaben STADT SIEGEN umschrieben ist. Die Flagge ist blau und gelb (bzw. orange) längsgestreift gestaltet und mittig mit dem Stadtwappen versehen. Das Banner ist ebenso in diesen Farben und ebenfalls im Verhältnis 1:1 längsgestreift. Der Wappenschild sitzt dort jedoch in der Mitte des oberen Drittels.

### Städtepartnerschaften
Siegen unterhält Städtepartnerschaften mit folgenden Städten beziehungsweise Bezirken:
- Bezirk Spandau von Berlin, Deutschland, seit 1952
- Katwijk, Niederlande, seit 1963 (Fortsetzung nach Neugliederung der ehemaligen Partnerschaft Rijnsburg im Jahr 2006)
- Leeds, Vereinigtes Königreich, seit 1966 (Fortsetzung nach Eingemeindung der ehemaligen Partnerstadt Morley im Jahr 1974)
- Ypern, Belgien, seit 1967
- Zakopane, Polen, seit 1989
- Plauen, Deutschland, seit 1990

Die Partnerschaft mit Berlin-Spandau geht auf ein Gesuch um Erholungsaufenthalte mangelernährter Kinder aus Spandau zurück, die dann mittels Patenschaften von Kreis und Stadt Siegen in Familien realisiert wurden.

## Kultur und Sehenswürdigkeiten

### Theater

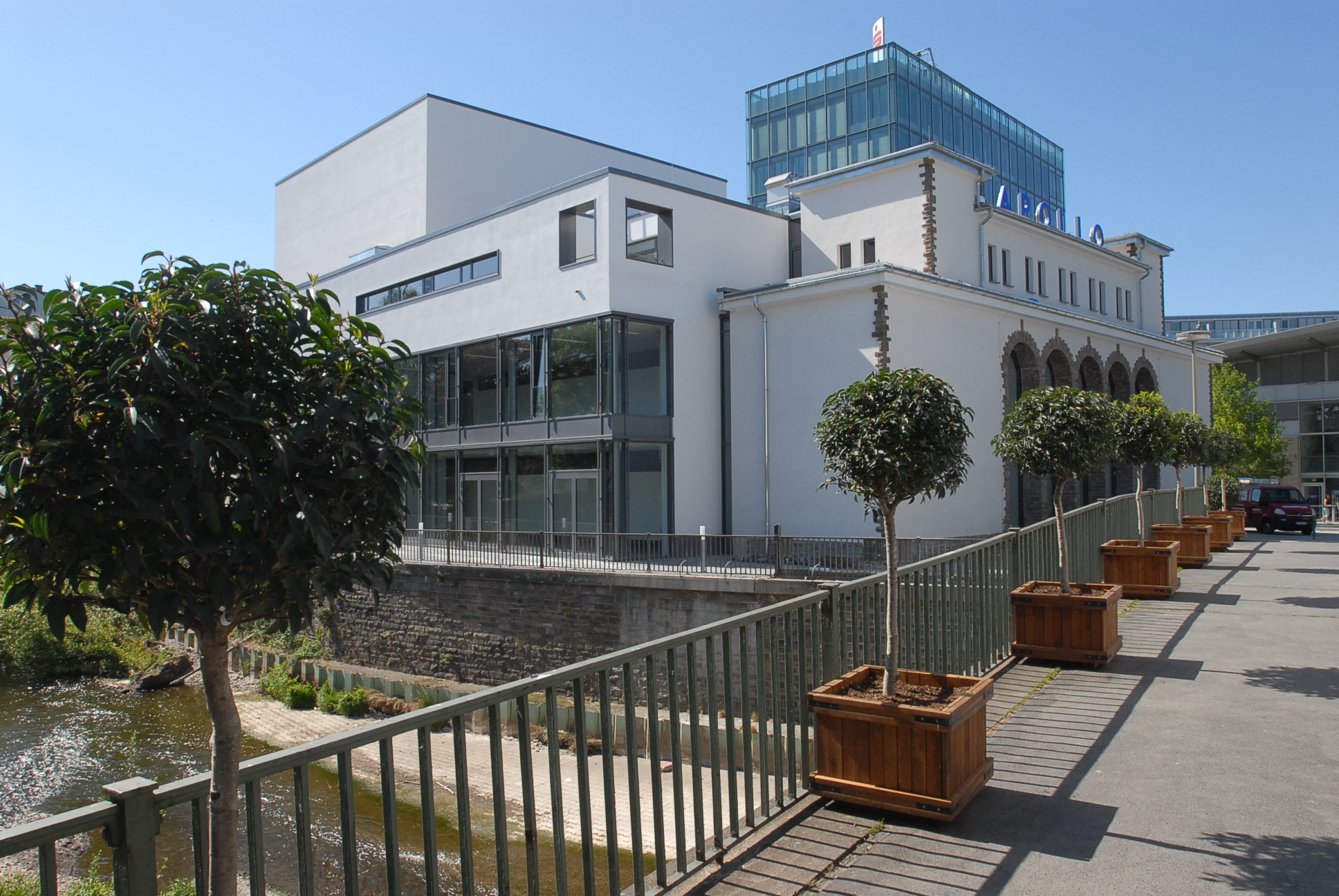
Apollo-Theater

Mit der Eröffnung des Apollo-Theaters, dem zum Theater umgebauten früheren Apollo-Kinocenter, erhielt die Stadt Siegen am 1. September 2007 erstmals ein eigenes Theatergebäude.
Seit 1992 ist das Medien- und Kulturhaus Lÿz Spielort für Kleinkunst, Kabarett, Musik und Theater. Auf den beiden Bühnen des Hauses finden pro Saison etwa 150 Veranstaltungen statt.
Größere Veranstaltungen finden in der Siegerlandhalle (1800 m2, 2300 Sitzplätze) sowie in der Bismarckhalle statt. Daneben gibt es auch Konzerte und Aufführungen unter freiem Himmel.

### Museen
- Das Siegerlandmuseum für Kunst- und Kulturgeschichte ist aus dem 1902 gegründeten Schulmuseum des Siegener Realgymnasiums hervorgegangen und befindet sich seit 1905 im Oberen Schloss. Die Sammlungen des Museums umfassen Gemälde und Grafiken des Malers Peter Paul Rubens, eine Porträtsammlung des Fürstenhauses Nassau-Oranien, Exponate zur Geschichte des Siegerlands von der Urzeit bis zur Gegenwart, zur regionalen Bergbau- und Wirtschaftsgeschichte und Eisengewinnung einschließlich eines künstlich angelegten Schaubergwerks, zur Geschichte der Siegerländer Wohnkultur im 19. Jahrhundert sowie Mineralien. Eine Außenstelle des Museums, das Ausstellungsforum, befand sich bis in die 2010er Jahre in einer Villa in der Oranienstraße. Trägerin des Siegerlandmuseums ist die Stadt Siegen.
- Seit 1996 besteht in den Räumen eines 1941 errichteten Luftschutzbunkers am zentralen Siegberg das Aktive Museum Südwestfalen, das sich als Dokumentations- und Lernort für regionale Zeitgeschichte versteht. Am Standort befand sich bis zur Brandstiftung am 10. November 1938 die Synagoge Siegen. Das Museum ist zugleich eine Gedenkstätte für die Opfer des Nationalsozialismus in der Region Siegerland-Wittgenstein. Es beherbergt auf 200 m2 eine Dauerausstellung, in deren Mittelpunkt die Geschichte der regionalen jüdischen Minderheit steht. Anhand lokaler Beispiele werden die Verbrechen an weiteren Verfolgtengruppen thematisiert: an den sogenannten Zigeunern, den behinderten Menschen, den Ernsten Bibelforschern (Zeugen Jehovas), den ausländischen Zwangsarbeitern und den politisch Verfolgten. Im Rahmen der Ausstellung wird beispielhaft der Lebensweg des Siegener Kommunisten Walter Krämer, unter anderem Abgeordneter der KPD im Preußischen Landtag, nachgezeichnet. Ihm wurde posthum im Jahr 2000 die höchste Auszeichnung des Staates Israel verliehen, der Ehrentitel Gerechter unter den Völkern. Regelmäßige Ausstellungen zu besonderen Themen und öffentliche Veranstaltungen mit einem breiten Themenspektrum erweitern das thematische Angebot. Träger des Aktiven Museum Südwestfalen ist ein privater Verein.

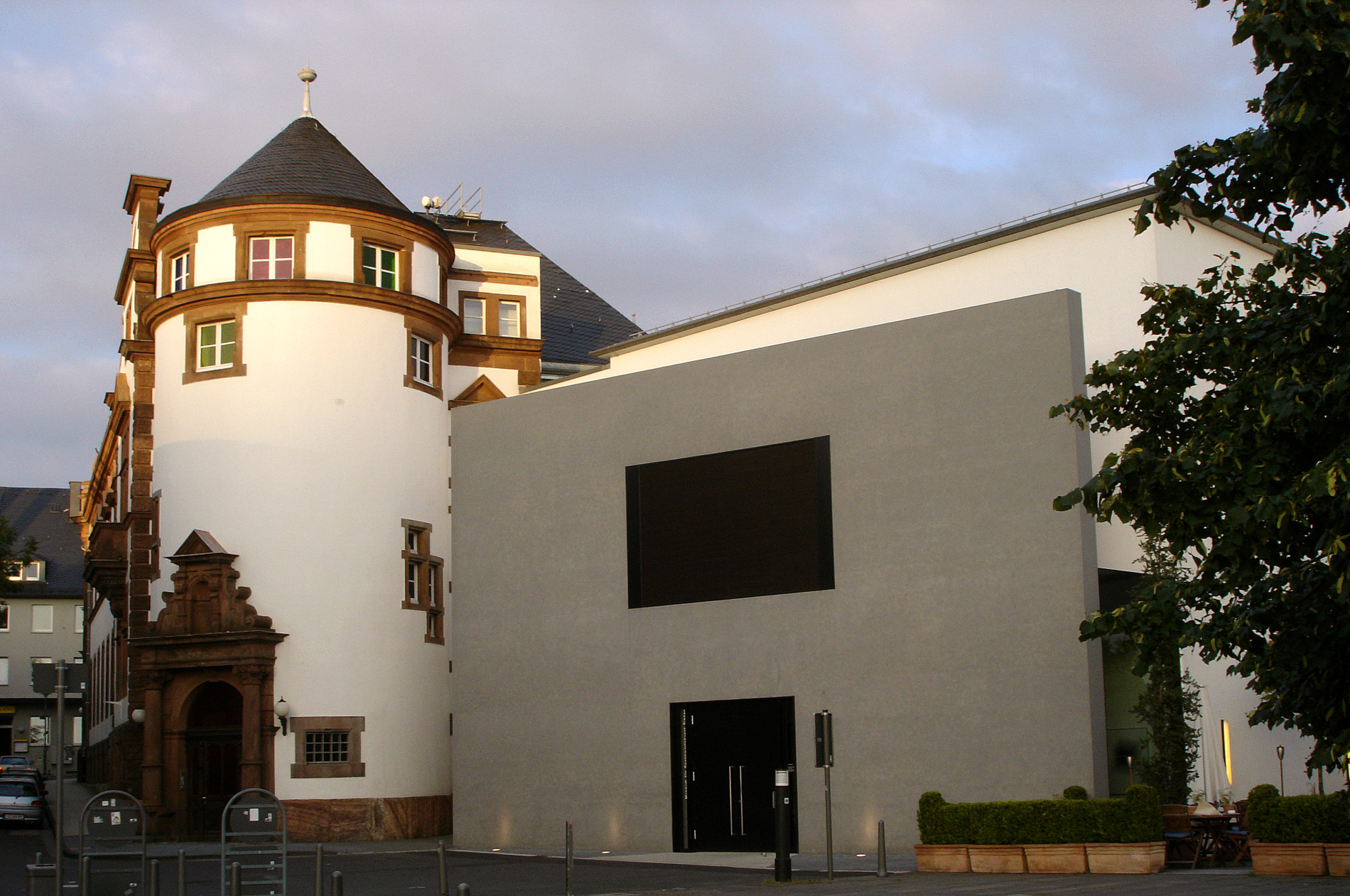
Außenansicht Museum für Gegenwartskunst Siegen

- Das Museum für Gegenwartskunst widmet sich der Gegenwartskunst in Malerei, Fotografie und Video und Installationen. Ein wichtiger Teil des Programms ist die Arbeit der Künstler Bernd und Hilla Becher, die stellvertretend für regionale Aspekte des Hauses steht. Mit der Sammlung Lambrecht-Schadeberg präsentiert das Museum in einer Dauerausstellung außerdem Werke aller Träger des von der Stadt Siegen an Künstler von internationalem Rang verliehenen Rubenspreises für Malerei.
- Im Stadtteil Geisweid befindet sich das von Harold Krämer betriebene Beatles-Museum. Dem Guinness-Buch der Rekorde aus dem Jahr 2000 zufolge ist das nur 27 m2 große Museum das kleinste öffentlich zugängliche Museum der Welt über die vier Musiker aus Liverpool. Die Sammlung umfasst unter anderem mehr als 17.000 Tonträger, Souvenirs, Filmplakate, Autogramme.
- Im Stadtteil Eiserfeld befindet sich das Bergwerkmuseum Reinhold Forster Erbstollen. Dort ist der im Jahr 1805 angeschlagene Reinhold-Forster-Erbstollen auf einer Länge von etwa 470 Metern begehbar und zur Besichtigung freigegeben.
- In einigen Gebäuden des ehemaligen Ausbesserungswerkes und des Bahnbetriebswerkes Siegen der Deutschen Bundesbahn befindet sich seit 1997 das Südwestfälische Eisenbahnmuseum. Es wird vom Südwestfälischen EisenbahnMuseum IG Historischer Lokschuppen Siegen e. V. betreut. Neben einer Fotoausstellung zum Bahnbetrieb, einer Modellbahnanlage, die in alten Verwaltungsgebäuden untergebracht sind, beherbergt der Ringlokschuppen die Fahrzeugausstellung,[74] die mehr als zehn Lokomotiven (unter anderem mit betriebsbereite DR-Baureihe 52.80 und DB-Baureihe V 100) sowie zahlreiche Güter- und Personenwagen enthält.[75]

### Kino
In Siegen gibt es ein Multiplex-Kino; es liegt an der sogenannten „Reichwalds Ecke“.
Früher gab es in Siegen mehrere Kinos; unter anderem das (am 8. November 1935 eröffnete) Apollo-Kino (dort ist heute das Apollo-Theater) und das Central-Theater (eröffnet am 31. Januar 1913). Es gab zwischen 1940 und 1971 das Roland-Theater, das in späteren Jahren als Kino genutzt wurde. Das nächste Programmkino ist das Viktoria-Kino im ca. 20 Kilometer entfernten Dahlbruch.

### Musik
In Siegen sind unter vielen anderen folgende Orchester und Chöre ansässig:
- Kantorei Siegen
- Bach-Chor Siegen
- Kinder- und Jugendchor Siegen Süd
- Sängerkreis Siegerland
- Siegener Blasorchester
- Siegerländer Bergknappenkapelle Niederschelden
- Original Siegener Stadtmusikanten
- Collegium Musicum Siegen
- Blechbläserensemble Pro musica sacra
- VEB Chor Siegen
- Ensemble Cantemus Siegen e. V.
- Uni-Big Band Siegen
- Siegener Salonorchester
- Siegener Salonsolisten
- Universitätsorchester
- Siegener Gamelanorchester
- Philharmonie Südwestfalen

### Bauwerke
Obwohl die Stadt im Zweiten Weltkrieg beim großen Bombenangriff am 16. Dezember 1944 zu rund 80 Prozent zerstört wurde, sind in Siegen einige historische Gebäude erhalten geblieben, unter anderem die zwei Schlösser der Stadt, das Obere und das Untere Schloss, sowie mehrere Kirchengebäude von historischer Bedeutung oder auch das Gebäude der Reichsbank aus dem Jahre 1909.

#### Oberes Schloss

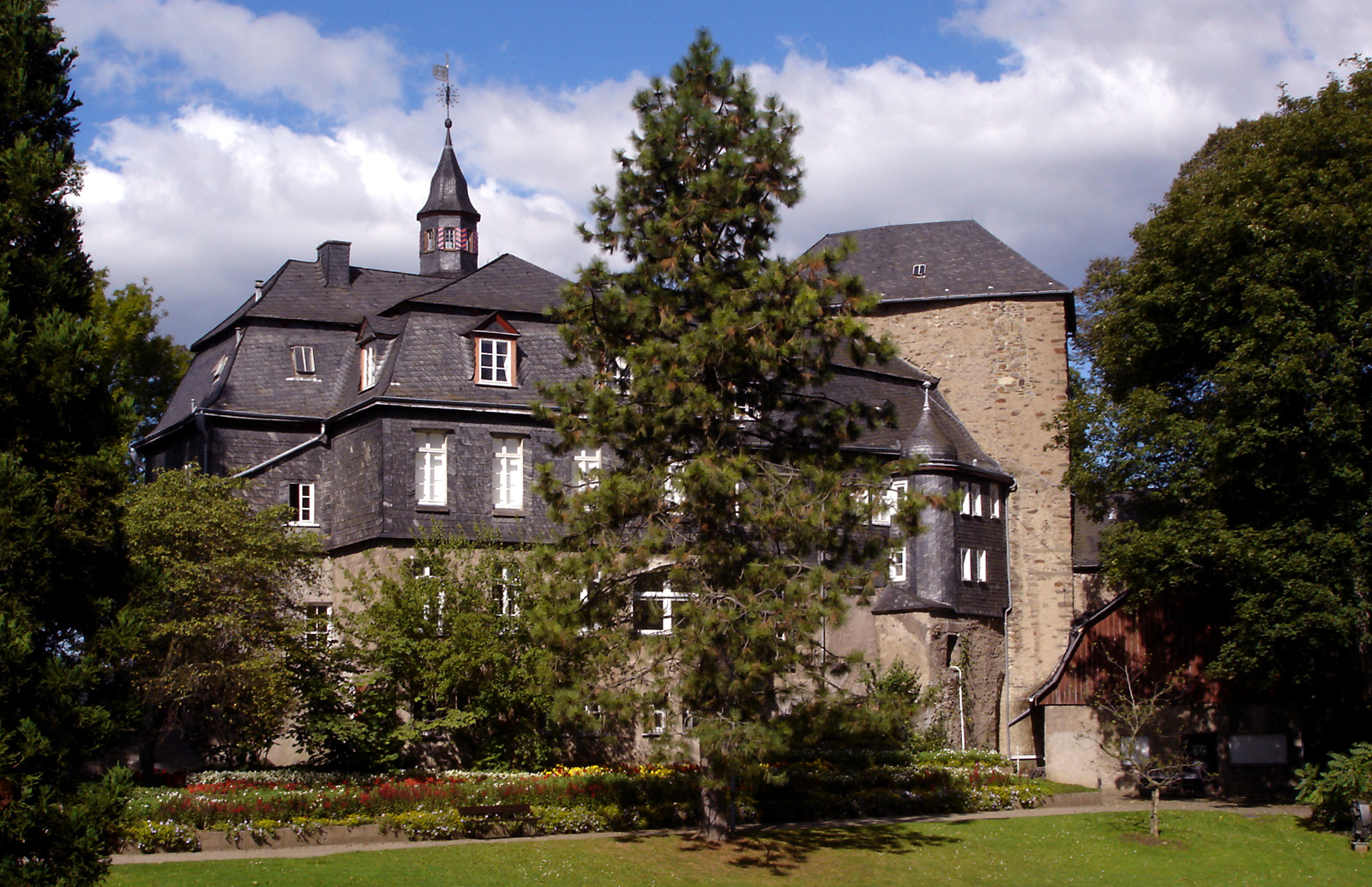
Oberes Schloss

Die Höhenburg des Oberen Schlosses auf dem Siegberg wurde 1259 erstmals urkundlich erwähnt und war im Mittelalter die Stammburg des Hauses Nassau. Seit 1905 ist dort das Siegerlandmuseum untergebracht.

#### Unteres Schloss

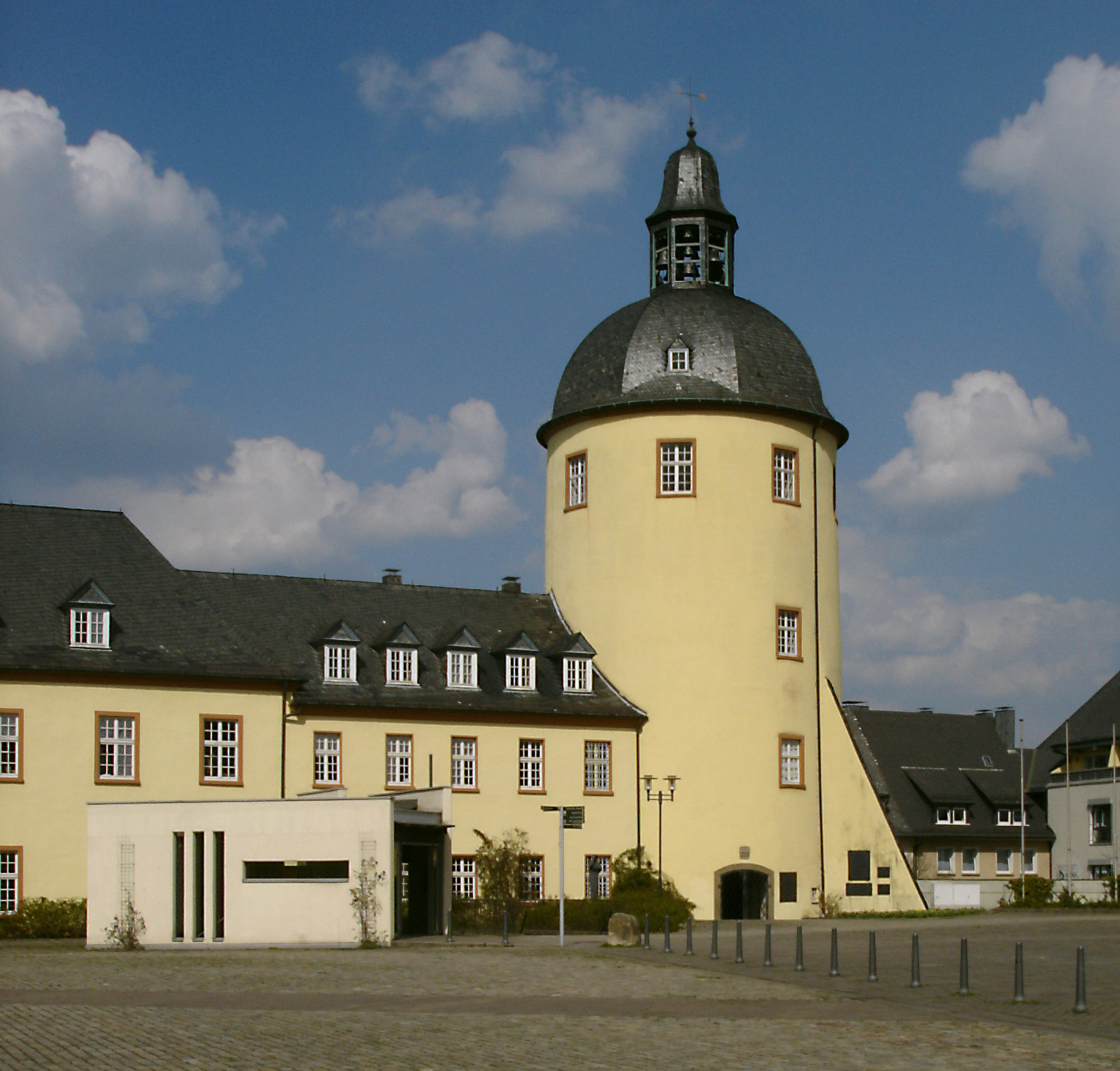
„Dicker Turm“ am Unteren Schloss

Am Ende des 17. Jahrhunderts entstand das Untere Schloss in seiner heutigen, einem offenen Rechteck gleichenden Bauform und diente der evangelischen Linie des Hauses Nassau-Siegen als Residenz. Zum Schloss gehört auch der Dicke Turm mit Glockenspiel. Im Jahr 1959 richtete die Stadt Siegen im Innenhof des Schlosses eine Gedenkstätte für Opfer von Krieg und Gewaltherrschaft ein. Im Schloss befindet sich auch die Gruft des evangelischen Teils des Nassauischen Fürstenhauses.
Das Untere Schloss diente als Landesbehördenhaus, in dem der Bau- und Liegenschaftsbetrieb NRW, die Bezirksregierung Arnsberg, Außenstelle Siegen, das Amt für Arbeitsschutz (bis 2012) das Arbeitsgericht Siegen (bis 2014), und – von 1936 bis zum 17. Januar 2011 – die Justizvollzugsanstalt Attendorn, Zweiganstalt Siegen ansässig waren. Nach einer Zwischennutzung durch Forschungseinrichtungen der Universität Siegen in den Jahren 2012–2013 finden seit 2014 Sanierungsarbeiten für eine Nutzung durch die Universität Siegen statt. Auf dem Schlossplatz des Unteren Schlosses finden regelmäßig kulturelle Open-Air-Veranstaltungen statt. Zur Fußball-Weltmeisterschaft 2006 zog die Übertragung der Spiele auf einer Großleinwand bis zu 10.000 Zuschauer an.

#### KrönchenCenter
Am 3. Februar 2007 eröffnete ein weiteres Kulturzentrum, das so genannte KrönchenCenter, im ehemaligen Kaufhaus Tietz (später Kaufhof) am Marktplatz in der Siegener Oberstadt (50° 52′ 29,5″ N, 8° 1′ 29,2″ O). Dort befinden sich die Siegener Volkshochschule, das Stadtarchiv und die Stadtbibliothek, die Brüder-Busch-Gedenkstätte sowie Veranstaltungsräume.

#### Kirchen
Zwei Kirchen in der Siegener Innenstadt sind hervorzuheben: Die aus dem 11. Jahrhundert stammende Martinikirche am unteren Schloss sowie die Nikolaikirche am Marktplatz mit ihrem außergewöhnlichen sechseckigen Grundriss – das einzige romanische Hallenhexagon nördlich der Alpen – und dem goldenen Krönchen, dem Wahrzeichen der Stadt auf dem stadtbildprägenden Turm der Kirche. Siegen wird deshalb auch als Krönchenstadt bezeichnet. 1903–1905 folgte ein Umbau von dem Kirchenbaumeister Ludwig Hofmann.
Ein weiterer historischer Kirchenbau ist die von Jesuiten in den Jahren 1702 bis 1729 erbaute katholische Marienkirche.

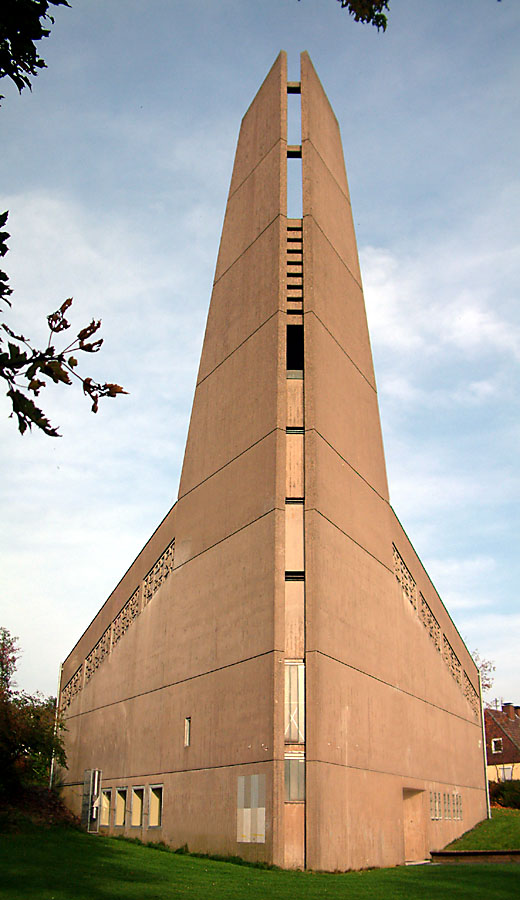
Christuskirche am Giersberg (2007)

Ein Beispiel für die in den 1950er und 1960er Jahren moderne Kirchenarchitektur, den so genannten Brutalismus, ist die Christuskirche am Siegener Giersberg im Wohngebiet Dautenbach, deren 40-jähriges Bestehen im Oktober 2007 gefeiert wurde. Sie hat einen fünfeckigen Grundriss und besteht, typisch für diesen Baustil, aus unverkleidetem Beton. Der Turm ist kein geschlossener Körper, sondern besteht aus zwei hohen Stelen, die einen spitzen Winkel bilden. Diese Bauart brachte ihm bei der Bevölkerung den Beinamen „Seelenabschussrampe“ ein.
Um die Oberstadt befinden sich fünf weitere Kirchengemeinden. In der Unterstadt steht am unteren Ende des Leimbachtals nahe der Siegerlandhalle die St. Peter und Paul-Kirche. Daneben gibt es weitere Kirchen verschiedener Konfessionen in allen Stadtteilen.

#### Gasometer

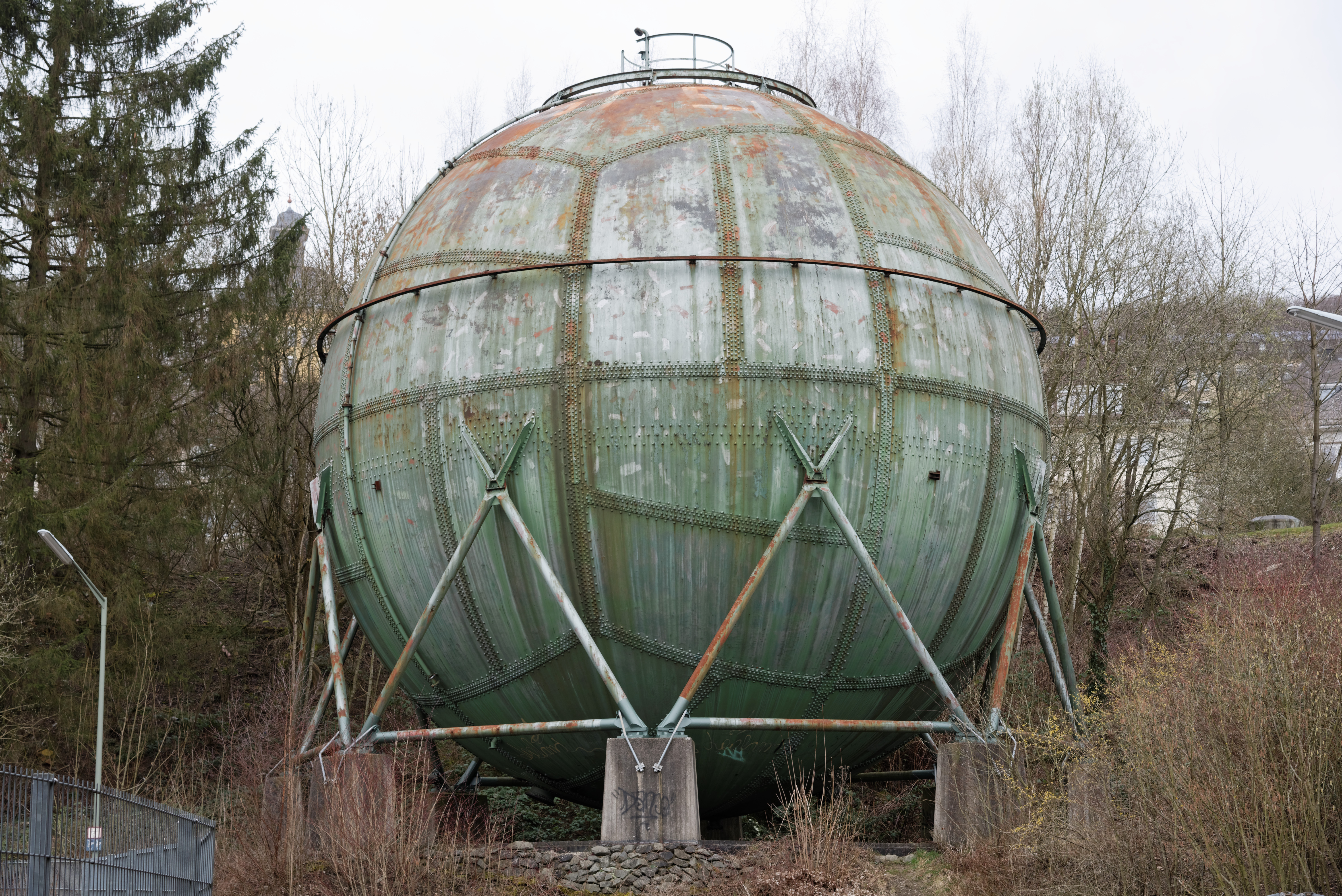
Industriedenkmal Kugel-Gasbehälter an der Friedrich-Friesen-Straße

Im Südwesten der Innenstadt, am Fuße des Ziegenbergs, steht ein denkmalgeschützter Kugelgasbehälter. Er ist einer der ältesten noch erhaltenen Gasbehälter in Kugelform. Eine weitere Besonderheit ist seine genietete Hülle. Von dieser Bauart sind weltweit nur noch vier weitere Gasbehälter bekannt, die sich in Schwerte, Offenburg, Lörrach und Bielefeld befinden. Der Behälter wurde beim Neu- und Umbau der Stadtautobahn Hüttentalstraße und des Wohnbereichs Ziegenberg um einige Meter versetzt und bildet die symbolische Sonne als Teil einer maßstabsgetreuen Planetenmodell-Anlage oberhalb des Gasbehälters.

### Friedhöfe
Auf dem Stadtgebiet Siegen befinden sich 36 kommunal betriebene Friedhöfe. Zehn sind bereits geschlossen und stehen nur noch aufgrund bestehender Rechte für Beerdigungen zur Verfügung. Die Friedhöfe Siegens haben zusammen eine Größe von 730.000 Quadratmetern mit rund 65.000 Gräbern. Charakteristisch für regionale Friedhöfe sind die Hanglage und eine parkartige Gestaltung, die sogar Wildtieren Rückzugsmöglichkeiten bietet.
Der 1857 gegründete Lindenbergfriedhof ist der größte Friedhof Siegens. In unmittelbarer Nähe befindet sich ein Krematorium. Zweitältester Friedhof ist der Hermelsbacher Friedhof. Auf ihm wurden, wie auch auf dem Haardter Friedhof, Kriegsopfer bestattet. Am Rand des Geisweider Friedhofs befindet sich eine Anlage zum Gedenken an die Opfer des Ersten und Zweiten Weltkrieges.

### Sport
Der Stadtsportverband Siegen umfasst 160 Sportvereine mit insgesamt rund 37.000 Mitgliedern. Überregionale Bedeutung erlangte die Herrenfußballmannschaft der Sportfreunde Siegen im Leimbachstadion, die 2005 aus der Regionalliga Süd in die 2. Bundesliga auf-, im darauffolgenden Jahr jedoch direkt wieder abgestiegen ist und aktuell in der fünftklassigen Oberliga Westfalen spielt. Als sechsmaliger Deutscher Meister war die Frauenfußball-Mannschaft des TSV Siegen in den 1990er Jahren sehr erfolgreich. Ein weiterer Fußballverein aus der Stadt, der vor allem in den 1970er-Jahren überregionale Bedeutung erlangte, ist der VfL Klafeld-Geisweid. Der größte Turnverein der Stadt ist der TV Jahn Siegen von 1879, der mit insgesamt 13 Abteilungen die ganze Bandbreite eines modernen Sportvereins aufweist. Aus der 1913 gegründeten Schwimmvereinigung Neptun Siegerland gingen bereits mehrere Olympiateilnehmer und Deutsche Meister hervor. Auch die TG Friesen Klafeld-Geisweid hat insbesondere in den Sportarten Prellball und Rhönrad Sportler mit bundesweitem Erfolg hervorgebracht. Im Leichtathletikbereich ist die LAG Siegen von größerer Bedeutung und stellte ebenfalls bereits Olympiateilnehmer. Mit der RTG Weidenau stellt Siegen auch einen der erfolgreichsten Ringtennis-Vereine Deutschlands, der unter anderem bislang elfmal den Deutschen Jugendmannschaftsmeistertitel gewann und zudem der Bundesliga angehört.
Der Siegener Billardverein BC Siegtal 89 spielt derzeit in der 1. Poolbillard-Bundesliga. Ihm gehören unter anderem die mehrfachen Deutschen Meister Ina und Jörn Kaplan an.

### Veranstaltungen

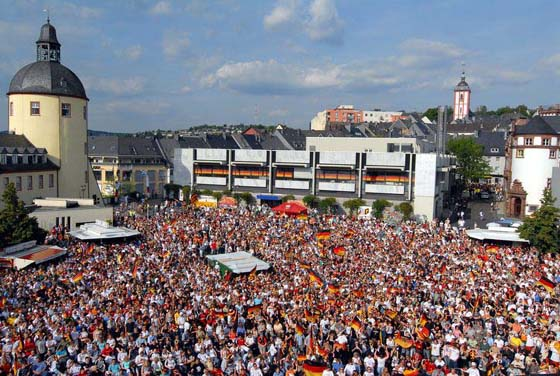
Schlossplatz (Unteres Schloss) während des Eröffnungsspiels der Fußball-Weltmeisterschaft 2006

#### Regelmäßige Veranstaltungen
- Frühjahr: Siegerlandausstellung (SILA), alle zwei Jahre
- März bis Dezember, jeweils am ersten Samstag im Monat Geisweider Flohmarkt in Siegen-Geisweid (seit 1969)
- Juni bis August: „Mittwochs in“ – jeden Mittwoch spielen verschiedene Bands auf dem Platz des Unteren Schlosses
- Juni: Johannimarkt, Kirmes seit etwa 400 Jahren
- Juni/Juli: Siegener Sommerfestival mit Schauspiel, Kabarett, Theater, Musik und Kino sowie der Nacht der 1000 Lichter (Das Siegener Sommerfestival fand 2011 zum 23. Mal statt[83])
- Juli: Siegtal pur – am autofreien Sonntag wird die Stadtautobahn Hüttentalstraße für den Autoverkehr gesperrt und für Radfahrer, Inlineskater und Fußgänger freigegeben.
- Juli: Rubensfest, in allen auf ungerade Ziffern endenden Jahren
- August: Siegener Open-Air-Kino am Oberen Schloss
- Sommer: Siegerländer Firmenlauf, er zählt mit über 8000 Startern zu den größten Laufveranstaltungen dieser Art in Nordrhein-Westfalen
- August: Christopher Street Day (CSD), seit 2000
- Sommer: Straßenfest auf dem Kornmarkt
- August/September: Siegener Stadtfest, seit 2017 (2017 fand das Stadtfest im Juni statt)
- Oktober: Geisweider Bürgerfest, am zweiten Oktobersonntag
- November: Geisweider Adventsmarkt, seit etwa 1985
- Dezember: Weihnachtsmarkt, seit etwa 1980

#### Einzelveranstaltungen
- Am 14. März 1968 wurde die erste Ausgabe der Musiksendung „Starparade“ live aus der Siegerlandhalle präsentiert.
Die „Starparade“ war eine Musiksendung, die noch bis zum 5. Juni 1980 insgesamt 12 Jahre lang sechsmal jährlich live aus verschiedenen Städten und Hallen gesendet und im ZDF übertragen wurde. In Siegen hatte James Last seinen ersten Fernsehauftritt.
- Am 28. August 1968 wurde „Spiel ohne Grenzen“ aus dem Leimbachstadion übertragen.
- Vom 5. bis 27. September 1970 fand in Siegen die 19. Schacholympiade statt.
Teilnehmer waren unter anderem die späteren Weltmeister Bobby Fischer und Boris Spassky.
- Vom 17. bis 19. September 2010 wurde in Siegen der NRW-Tag anlässlich der Gründung des Bundeslandes Nordrhein-Westfalen veranstaltet.
Auf 12 verschiedenen Themenmeilen präsentierten sich hunderte Vereine, Gruppen und Institutionen aus dem Siegerland, aber auch die Landesregierung. In einem Festzug präsentierten sich neben der Gastgeberstadt etwa 70 Gruppen aus allen Regionen Nordrhein-Westfalens. Auf insgesamt 16 Bühnen, die über das ganze Stadtgebiet verteilt waren, traten unter anderem Stefanie Heinzmann, Revolverheld, Bukahara und Max Mutzke auf.
- Am 5. Mai 2012 fand das 1. Siegener Bälle-Rennen statt. Hierbei wurden 10.000 Bälle die Kölner Straße heruntergerollt.
- Vom 2. bis 4. September 2016 fand anlässlich des abgeschlossenen Städtebauprojekts „Siegen – Zu neuen Ufern“ das Siegener Uferfest statt.

### Sagenhaftes in Siegen
Der Dilldapp ist ein altes Fabelwesen aus dem Siegerland. Er lebt hauptsächlich im Siegerländer Hauberg. Anfang der 1980er-Jahre erschien erstmals ein Kalender über das Fabelwesen, vom Autor und Cartoonisten Matthias Kringe gestaltet und verfasst in Siegerländer Platt. Dadurch erfuhr das Wort Dilldapp eine Umdeutung – es wird in vielen Ortsteilen des Siegerlandes auch als Bezeichnung für Einwohner des benachbarten hessischen Dillenburg benutzt und umschreibt einen tollpatschigen, jedoch liebenswerten Menschen. Viele Dillenburger arbeiteten in der florierenden Stahlindustrie der 60er bis 80er Jahre im Siegerland.

### Rubenspreis der Stadt Siegen
Der 1955 gegründete Rubenspreis der Stadt Siegen wird alle fünf Jahre einem Maler/einer Malerin oder einem Grafiker/einer Grafikerin zugesprochen, die sich im europäischen Kunstschaffen durch ein wegweisendes künstlerisches Lebenswerk ausgewiesen haben. Die Auszeichnung erinnert an den Maler-Diplomaten Peter Paul Rubens, der den Gedanken europäischer Einigung in seinem Lebenswerk ausgedrückt hat, lange bevor er politische Realität werden konnte. Peter Paul Rubens – in Siegen geboren, in Köln und Antwerpen aufgewachsen, in Italien künstlerisch gebildet, in Frankreich geschätzt, in Spanien und England als Diplomat tätig gewesen – hat als Hauptmeister der europäischen Barockmalerei jene künstlerischen und europäischen Maßstäbe gesetzt, denen die Preisverleihung seit 1957/58 verpflichtet ist.
Bisherige Preisträger:
- 1957: Hans Hartung
- 1962: Giorgio Morandi
- 1967: Francis Bacon
- 1972: Antoni Tàpies
- 1977: Fritz Winter
- 1982: Emil Schumacher
- 1987: Cy Twombly
- 1992: Rupprecht Geiger
- 1997: Lucian Freud
- 2002: Maria Lassnig
- 2007: Sigmar Polke
- 2012: Bridget Riley
- 2017: Niele Toroni
- 2021: Miriam Cahn[84]

## Wirtschaft und Infrastruktur

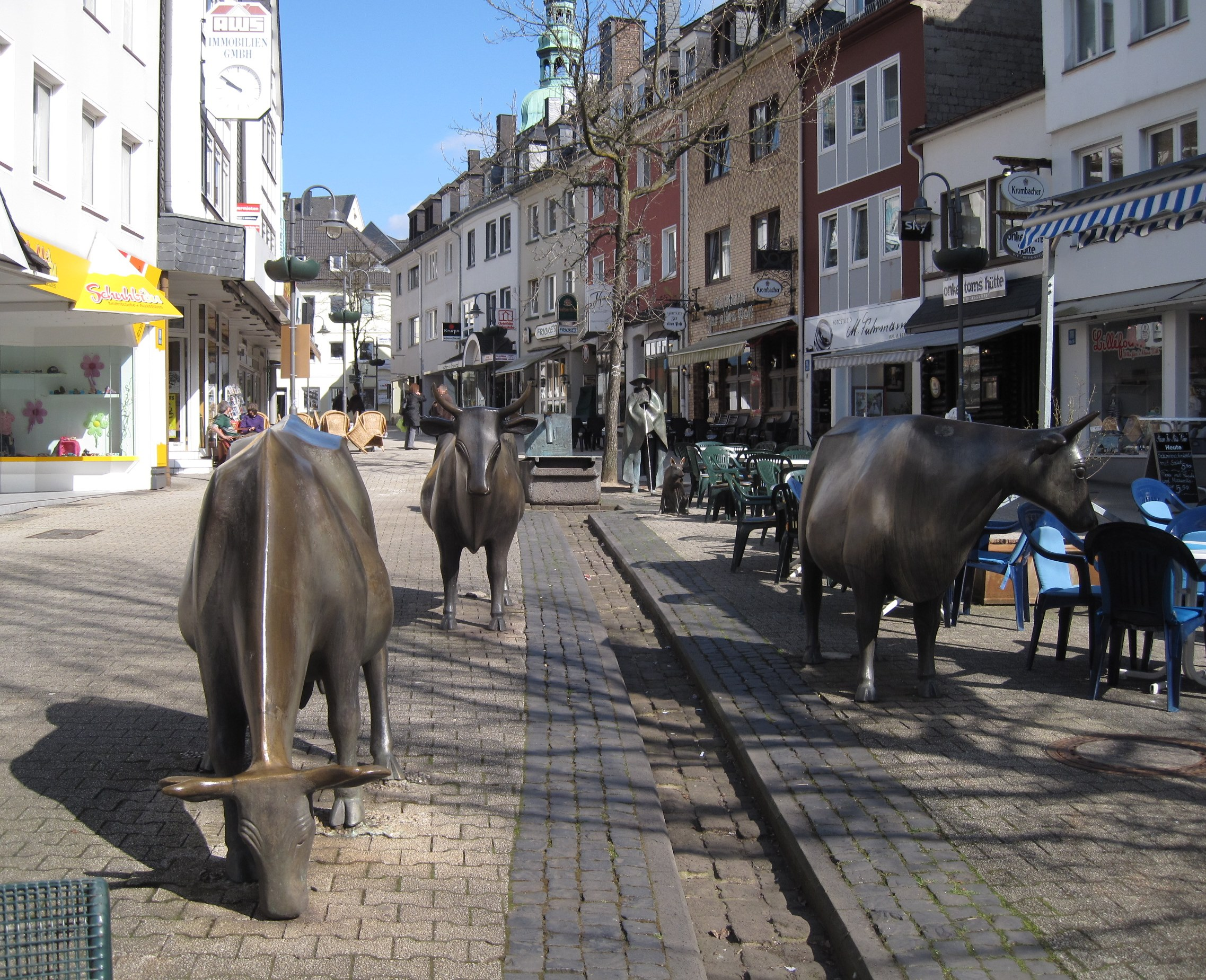
Fußgängerzone Alte Poststraße (Oberstadt) mit der am 24. November 1983 eingeweihten, von Wolfgang Kreutter geschaffenen Brunnenanlage.

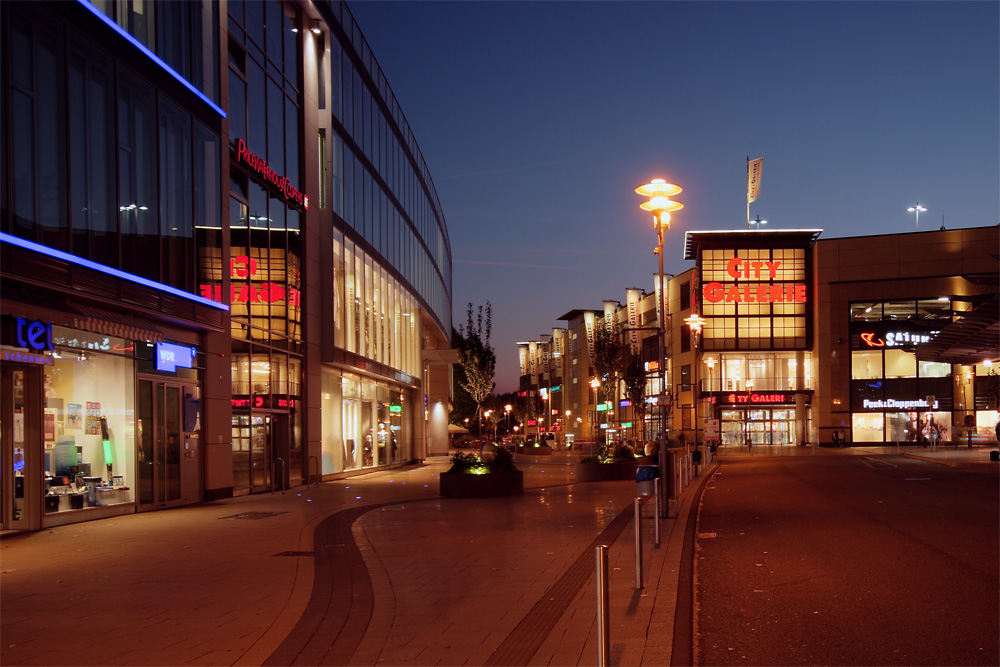
Einkaufszentren Sieg-Carré und City-Galerie

Siegen ist als Oberzentrum Dienstleistungs- und Verwaltungszentrum von Südwestfalen. Die verarbeitende Industrie ist durch einen hohen Anteil metallverarbeitender Betriebe geprägt. Die Arbeitslosenquote lag im November 2010 bei 6,5 Prozent.
Der Stadtkern gliedert sich in zwei Bereiche: die Unterstadt im Siegtal zwischen der alten B 54 und Hauptbahnhof und die Oberstadt auf dem Siegberg, in beiden konzentrieren sich die Einkaufsmöglichkeiten Siegens. Die Oberstadt ist das etwa tausendjährige historische Zentrum der Stadt mit zum Teil historischer Architektur. Beginnend am Kölner Tor über die Alte Poststraße mit überwiegend Gastronomiebetrieben über den Marktplatz bis hinauf zu Marburger Straße und Marburger Tor wird die Oberstadt größtenteils von der steilsten Fußgängerzone Deutschlands durchzogen. Als Fußgängerzone ist die Kölner Straße jedoch erst seit dem 16. November 1970 ausgestaltet. Ebenfalls als Fußgängerzone ausgestaltet wurde 1972 die Bahnhofstraße, eine zentral gelegene Einkaufspassage im traditionellen Stil mit diversen Einzelhändlern, die zum Eisenbahn- und Bus-Bahnhof und der dort befindlichen mehrstöckigen City-Galerie sowie dem Sieg-Carré führt. Ergänzt wurden diese Einkaufspassagen seit den 1960er Jahren durch die Sieg-Überkragung in der Unterstadt, eine mehrere hundert Meter lange Überbauung der Sieg durch einen Großparkplatz, ein Parkhaus und Geschäftshäuser.
Der 2012 erfolgte Abriss des als Siegplatte bezeichneten Parkplatzes über dem Ende der 1960er Jahre zubetonierten Siegbett war schon 1991 diskutiert worden, jedoch anfangs nicht finanzierbar, im Rahmen der Südwestfalen-Regionale 2013 waren Fördergelder verfügbar, jedoch nur für eine Umgestaltung aber nicht für eine Sanierung die mittlerweile dringend nötig geworden war, also entschied man sich für den Abriss, hierfür bewilligte die Bezirksregierung Arnsberg Anfang September 2011 im Rahmen der Umsetzung der EG-Wasserrahmenrichtlinie 2,94 Millionen Euro Fördermittel, die Stadt Siegen steuerte selbst 232.700 Euro zur Verwirklichung des Projekts bei. Im Rahmen der Regionale wurden ebenfalls Bereiche um die Sieg und das Kölner Tor, im Übergang zwischen Siegener Unterstadt und Oberstadt, umgestaltet, und das Stadtbild städtebaulich wieder attraktiver gemacht.
Eine umwälzende Veränderung in der Entwicklung des Stadtbilds und der Stadtnutzung mit weitreichenden Konsequenzen für die städtische Lebensqualität bewirkte die Schließung eines großen Kaufhauses in der Oberstadt 1998 sowie der Bau zweier Großeinkaufszentren, City-Galerie (1998) und Sieg Carré (2006), in der Unterstadt.
Die Umgestaltung der städtischen Topographie fand ohne Befragungen der Bürger statt, wie sie in den Jahrzehnten zuvor regelmäßig stattgefunden hatten und deren Ergebnisse der heutigen Stadtgestaltung widersprechen. Nachdem die Weichenstellung vollzogen war, mussten alle Versuche von Oberstadt-Anwohnern und des Einzelhandels, sich der Entwicklung entgegenzustellen, erfolglos bleiben.
Siegen ist neben Gummersbach eine von nur zwei Kommunen in Deutschland, in denen Filialen beider Supermarktketten (Nord und Süd) der Marke Aldi präsent sind.

### Verkehr

#### Schienenverkehr

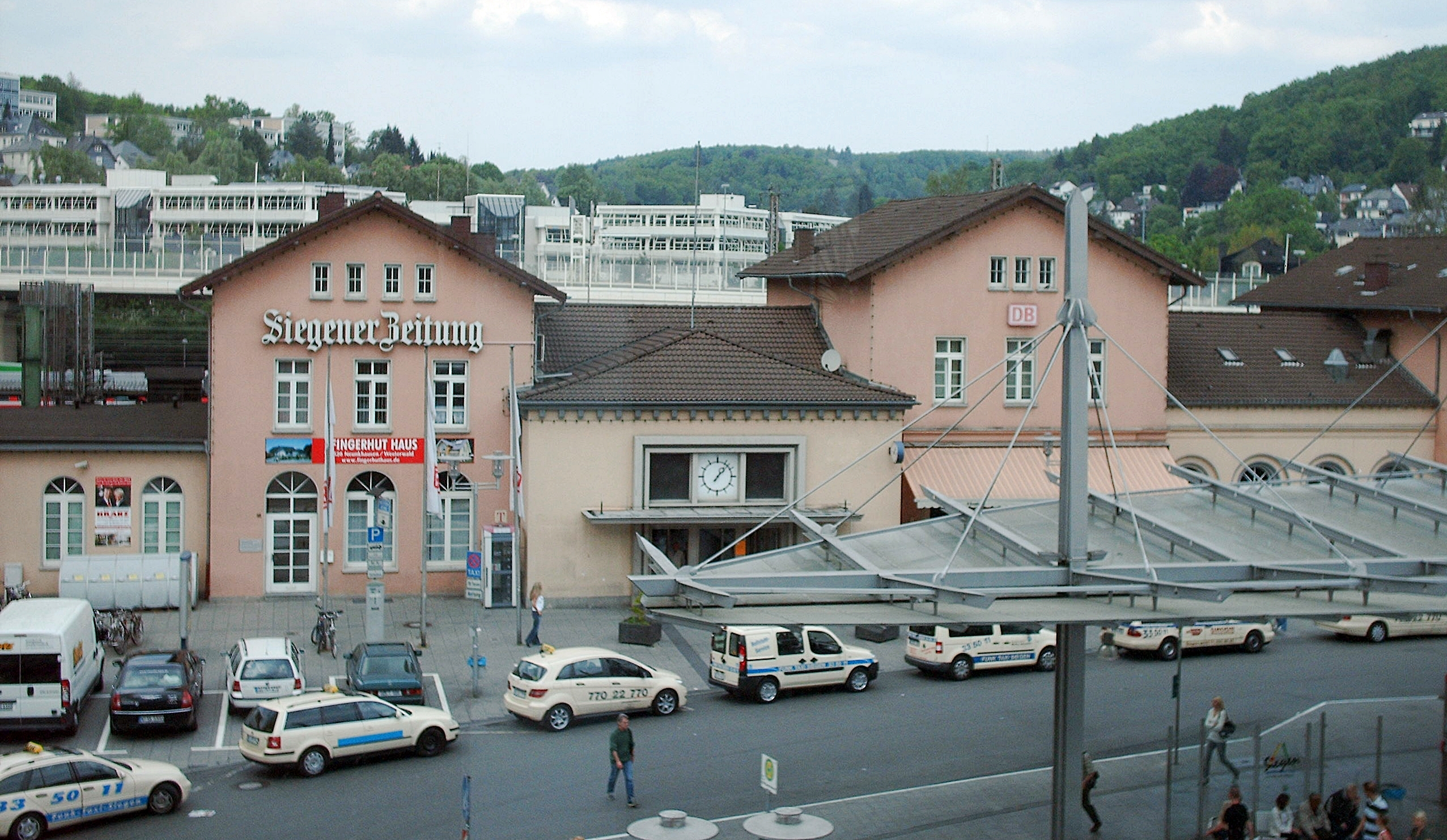
Siegen Hauptbahnhof

Die Stadt Siegen liegt am Schnittpunkt folgender Eisenbahnstrecken:
- der zweigleisigen elektrifizierten Ruhr-Sieg-Strecke, auf der im Nahverkehr

der Dortmund-Siegerland-Express (RE 34), die Ruhr-Sieg-Bahn (RB 91) und bis Kreuztal die Rothaarbahn (RB 93) verkehren.
- der zweigleisigen elektrifizierten Dillstrecke, auf der im Nahverkehr

der Main-Sieg-Express (RE 99) und
die Sieg-Dill-Bahn (RB 95) verkehren.
- der zweigleisigen elektrifizierten Siegstrecke, auf der im Nahverkehr

der Rhein-Sieg-Express (RE 9), die Rothaarbahn (RB 93) sowie bis Au (Sieg) die Westerwald-Sieg-Bahn (RB 90) verkehren.

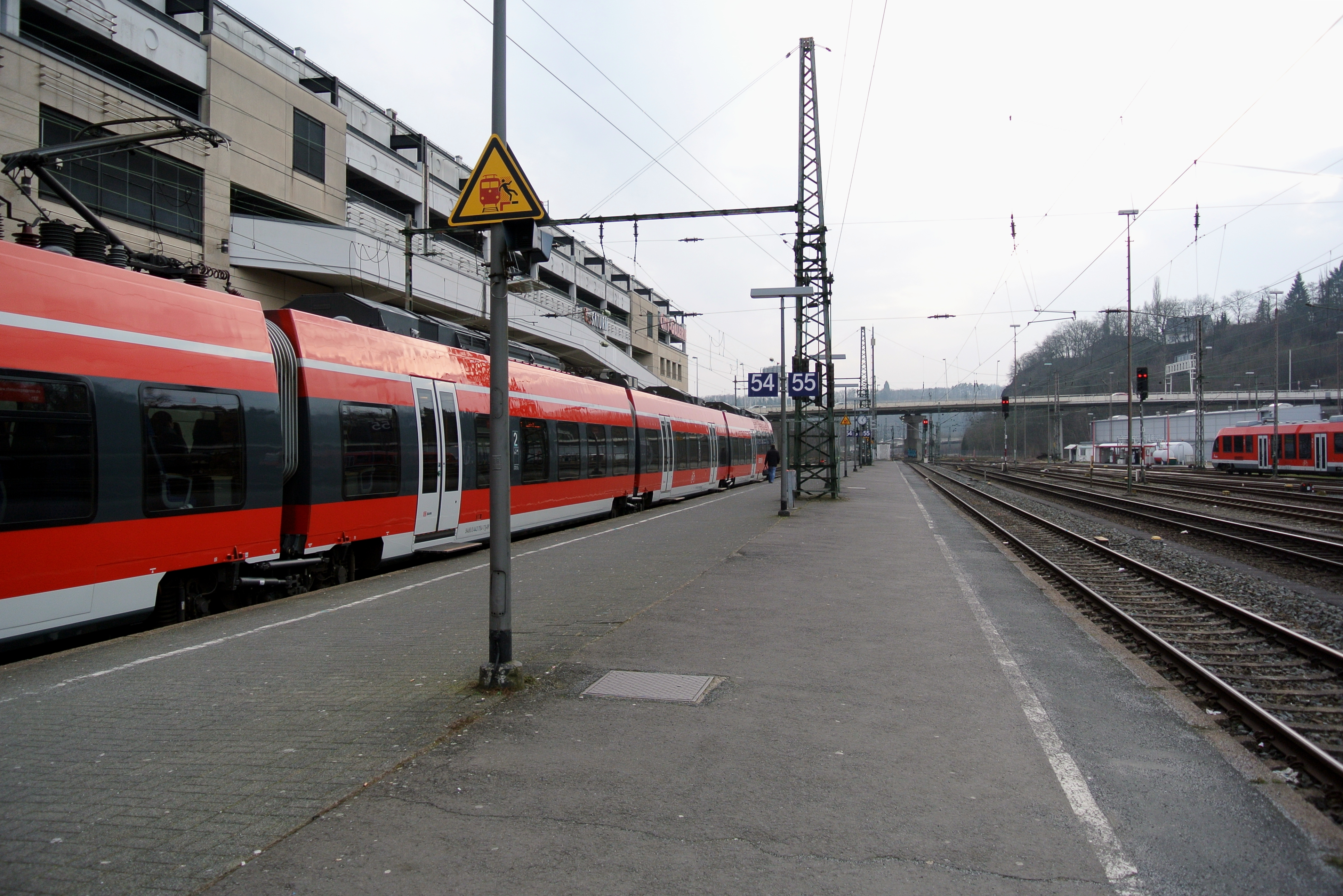
Gleise und Rhein-Sieg-Express

Insgesamt befinden sich auf dem Gebiet der Stadt Siegen fünf SPNV-Stationen:
Siegen Hbf, Siegen-Weidenau, Siegen-Geisweid, Eiserfeld (Sieg) und Niederschelden Nord.
Der Bahnhof Niederschelden liegt schon in Niederschelderhütte (Rheinland-Pfalz), jedoch unweit der Grenze, und stellt einen wichtigen Versorgungszweck für die südlichen Stadtteile von Siegen dar. Der ehemalige Bahnhof Siegen Ost wird heute nur noch als Betriebsbahnhof für Güterzüge genutzt.
Seit Dezember 2021 ist Siegen mit der Linie 34 an das Intercity-Netz angebunden. Mit den Doppelstockzügen vom Typ Intercity 2 wurde die ehemalige Fernverkehrslinie Münster–Hamm–Dortmund/Unna–Siegen–Frankfurt am Main reaktiviert, auf der bis zum Sommer 2002 der Interregio nur Siegen-Weidenau bediente.
Zudem halten am Hauptbahnhof Siegen saisonale Touristikzüge des Kölner Unternehmens Train4you. Bei den Nachtzugverbindungen des Urlaubs-Express handelt es sich um eine Kombination mit dem Autoreisezug, wobei eine Autoverladung in Siegen nicht möglich ist. Die Züge starten in Düsseldorf und verbinden Siegen mit nationalen und internationalen Zielen. Beispiele sind Kufstein, Innsbruck, Bozen, Verona, München, Passau und Villach.

#### Busverkehr
Am 18. März 1895 startete die Netphener Omnibusgesellschaft die erste Omnibuslinie der Welt mit einem benzinbetriebenen Omnibus.
Es gab von 1941 bis 1969 einen O-Bus in Siegen.
Das Siegener Busnetz unterscheidet zwischen acht verschiedenen Linientypen:
| Linienart       | Verkehrsraum                 | Besonderheit                                                                 |
| --------------- | ---------------------------- | ---------------------------------------------------------------------------- |
| Citylinie       | innerstädtisch               | fährt nur innerhalb der Stadt Siegen                                         |
| Lokallinie      | Nachbarorte                  | –                                                                            |
| Regionallinie   | Nachbarkommune               | fährt durch mindestens zwei Städte/Gemeinden                                 |
| Uniexpresslinie | innerstädtisch               | ermöglicht den schnellen Verkehr zur Universität                             |
| Schnellbuslinie | Nachbarstädte                | hält nur an bestimmten Haltestellen                                          |
| Kleinbus        | innerstädtisch/kleinere Orte | fährt in Gebieten mit geringerer Nachfrage                                   |
| Taxibus         | alle Ortschaften             | fährt nur auf Vorbestellung zu Zeiten schwacher Nachfrage                    |
| Nachtbuslinie   | Nachbarstädte                | fährt nur in den Nächten von Freitag auf Samstag und von Samstag auf Sonntag |
| Magolves-Linie  | Siegen – Leimbachstadion     | fährt an Heimspielen der Sportfreunde Siegen von Siegen ZOB zum Stadion      |

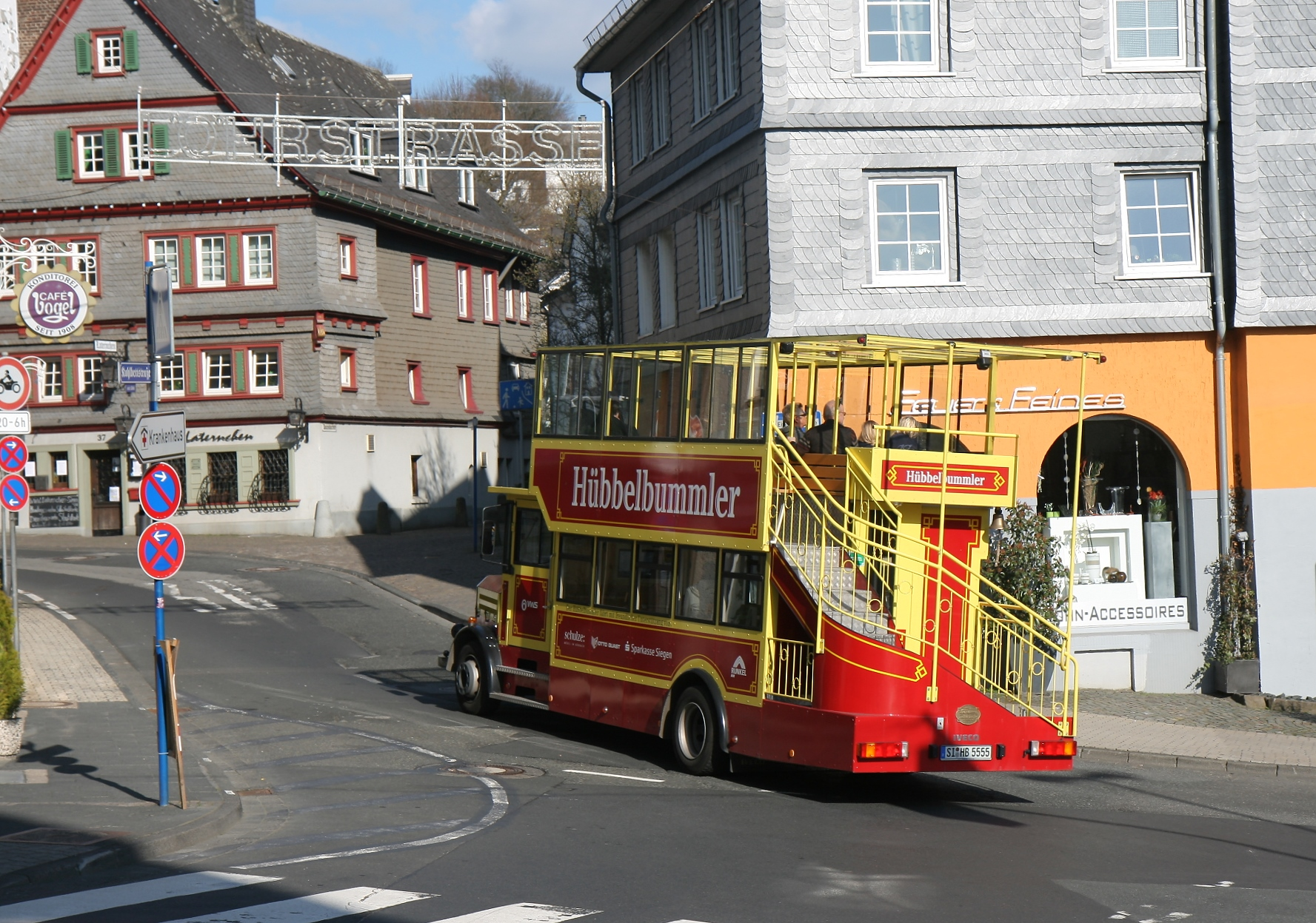
Stadtbus Hübbelbummler

Seit Oktober 2006 verkehrt zusätzlich zu den regulären Citybus- und Lokalbuslinien der sogenannte Hübbelbummler als Stadtbus zwischen ZOB und Oberstadt. Bei dem Fahrzeug handelt es sich um einen gelb-roten Doppelstockbus in nostalgischem Stil. Eine Hübbelbummler-Fahrkarte erlaubt das Unterbrechen und die spätere Fortsetzung der Fahrt, Zeitkarten der VGWS sind in diesem Stadtbus nicht gültig.
Für den gesamten öffentlichen Personennahverkehr (ÖPNV) gilt der Westfalentarif und tarifraumüberschreitend der NRW-Tarif. Die Linien werden seit 2018 alleine von den Siegener Verkehrsbetrieben Westfalen-Süd betrieben.
Im Fernverkehr gibt es nationale und internationale Verbindungen unter anderem nach Köln, Düsseldorf, Hamburg, Dresden, Stuttgart, München, Krakau, Zagreb, Mailand und Amsterdam.

#### Straßen

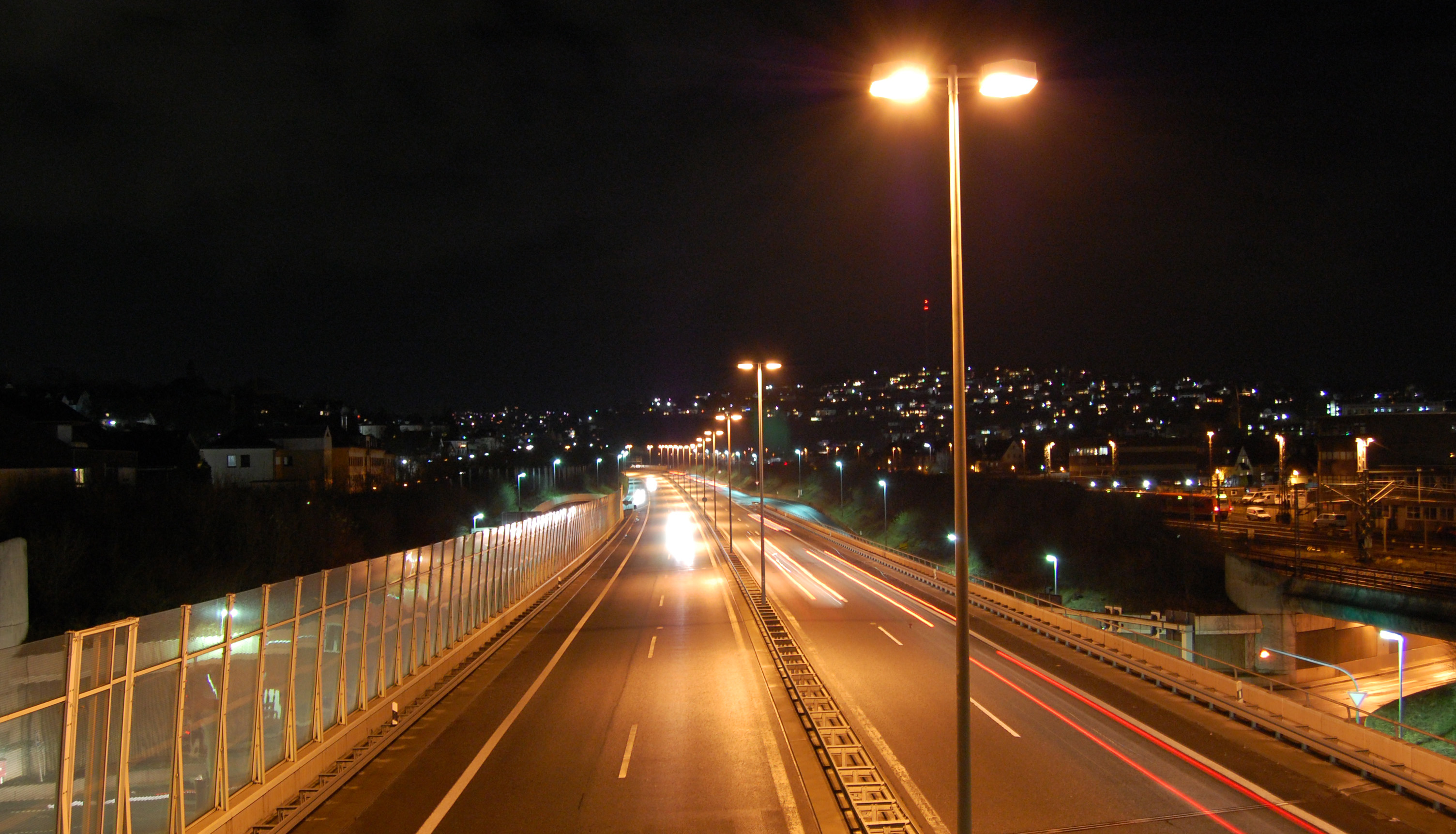
Die Hüttentalstraße in Siegen-Mitte bei Nacht, vor Abbau der Beleuchtung

Im Fernstraßenbereich ist die Stadt Siegen angebunden an die Autobahnstrecken
- A 45 (E 40/E 41) Dortmund–Aschaffenburg (Sauerlandlinie) und
- A 4 (E 40) Aachen–Görlitz

sowie an die Bundesstraßen
- B 54 (von Gronau im Münsterland nach Wiesbaden) und
- B 62 (von Roth bei Altenkirchen nach Zella-Mehlis).

Das Stadtbild wird geprägt durch die Hüttentalstraße (HTS, B 54/B 62), die als Stadtautobahn (in großen Teilen als Hochstraße) das Stadtgebiet durchzieht.
Zwischen den Jahren 2001 und 2006 wurde die A 4 zwischen der AS 28 Wenden und Kreuztal neu gebaut. In Höhe des Kreuztaler Ortsteils Krombach geht sie in die Hüttentalstraße (B 54) über. Der letzte Bauabschnitt wurde am 1. Dezember 2006 eingeweiht und für den Verkehr freigegeben. Auf dem zwölf Kilometer langen Abschnitt entstanden acht Talbrücken sowie zehn Unter- und Überführungen.
Parkhäuser befinden sich in der Oberstadt am Fuße der Löhrstraße sowie in der Hinterstraße und in der Tiefgarage unter dem ehemaligen Karstadt-Kaufhaus. In der Unterstadt gibt es das Parkhaus Heeserstraße, das Parkhaus in der Morleystraße und das Parkhaus in der City-Galerie.

#### Fahrradverkehr
Die Stadt Siegen liegt am Europäischen Fernwanderweg E1, der von Mittelschweden bis Umbrien in Italien führt. Weiterhin ist Siegen an das Radverkehrsnetz NRW angeschlossen. Entlang der Sieg führt ein größerer Radweg entlang des dichtbesiedelten Stadtgebiets, dessen Nutzung seit Jahren ansteige, weshalb er in näherer Zukunft weiter ausgebaut werden soll. Seit 2024 ist zudem die Umweltspur auf der Hauptachse zwischen Siegen-Mitte und Geisweid fertiggestellt, welche dem ÖPNV und Fahrradverkehr vorbehalten ist. Wegen der großteils bergigen Stadtlandschaft mit vielen Steigungen spielt der Fahrradverkehr in Siegen abseits der Hauptachse jedoch eine untergeordnete Rolle; Fahrradfahrer sind im Stadtbild in der Minderheit.

#### Luftverkehr
In Burbach, ca. 19 km südlich des Siegener Stadtzentrums, befindet sich der Flughafen Siegerland.
Etwa vier Kilometer südlich des Zentrums liegt das Segelfluggelände Siegen-Eisernhardt.

### Lokale Medien

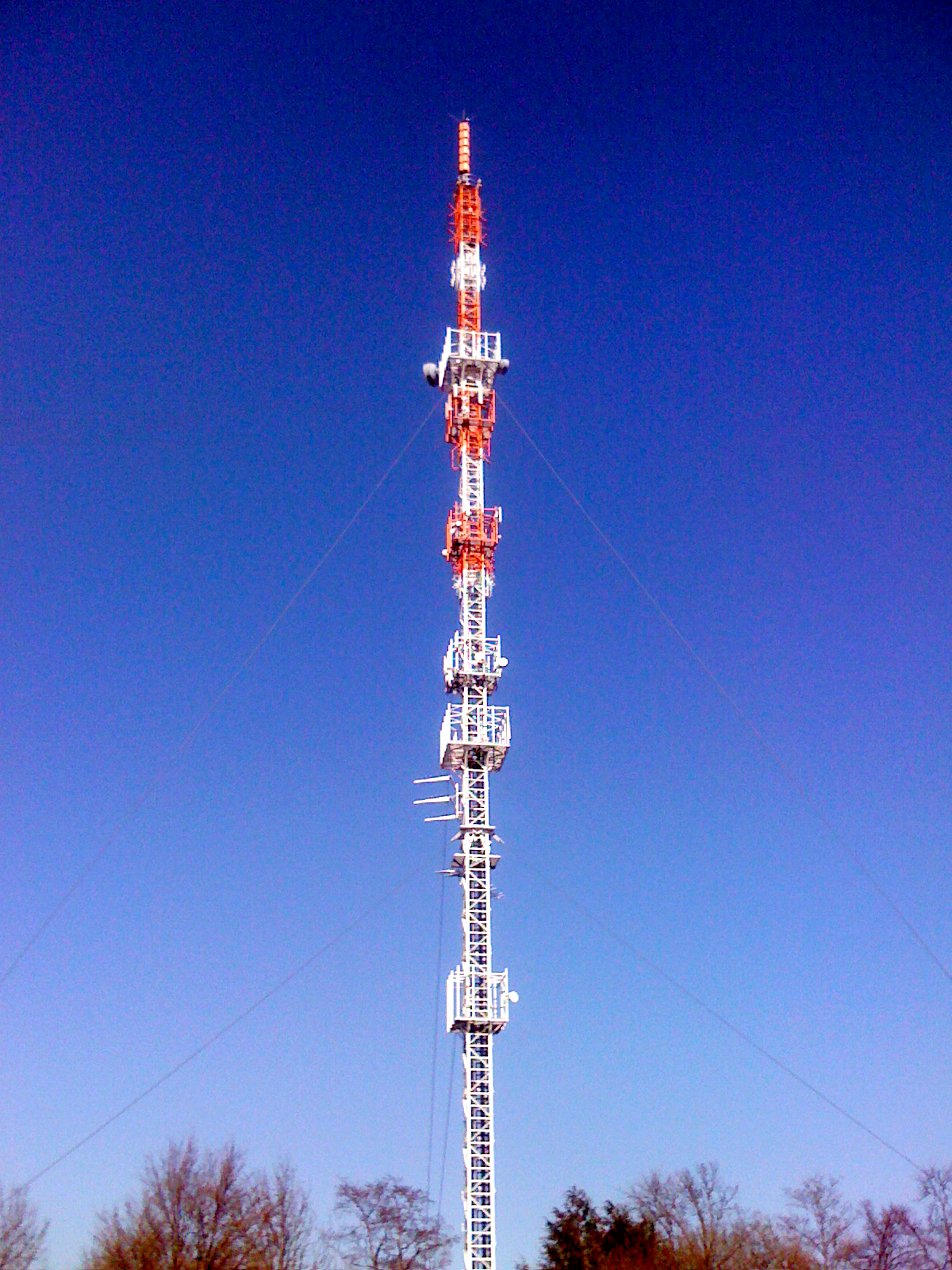
WDR-Sender Giersberg

Der Westdeutsche Rundfunk (WDR) unterhält ein trimediales Studio, in dem Berichte und Nachrichten aus den südwestfälischen Kreisen per Radio, Fernsehen, Videotext oder Internet verbreitet werden. Dazu zählt die Lokalzeit Südwestfalen, das wochentags ausgestrahlte Fernsehfenster Südwestfalen im Anschluss an die Aktuelle Stunde im dritten Fernsehprogramm des WDR. Außerdem betreibt der WDR den Sender Siegen-Giersberg für DAB+, UKW und DVB-T (früher auch Mittelwelle) auf dem Giersberg.
Als Tageszeitungen erscheinen in Siegen die Siegener Zeitung, die Westfälische Rundschau und die Westfalenpost mit lokalen bzw. regionalen Ausgaben. Bis zum Jahr 2000 gehörte die Siegener Zeitung zu den wenigen nachmittags erscheinenden Zeitungen im Bundesgebiet. Sie hat hier die höchste Auflage und ist Marktführer im Kreis Siegen-Wittgenstein. Verlagssitz und zentrale Redaktion sind in Siegen. Die überregionalen Zeitungen Westfälische Rundschau und Westfalenpost haben ihre Zentralredaktionen in Dortmund bzw. Hagen. Beide gehören zur WAZ-Mediengruppe in Essen, erscheinen in einem Anzeigenverbund der WAZ-Zeitungsverlage und mit dem Umbau der WAZ-Zeitungen seit Ende Mai 2009 mit einem gemeinsamen redaktionellen Lokalteil für das Siegerland.
Seit Juni 1990 sendet im Kreis Siegen-Wittgenstein der an das Programm von Radio NRW angeschlossene lokale Radiosender Radio Siegen. Das Lokalradio ist eines von 45 in Nordrhein-Westfalen. Nach dem Landesrundfunk-/Landesmediengesetz besitzt es zwei Säulen: ein öffentlich-rechtliches, redaktionelles Programm und eine Betriebsgesellschaft, die für den wirtschaftlichen und technischen Betrieb des Lokalradios zuständig ist.
Außerdem gibt es das von Studierenden der Universität Siegen betriebene Campusradio Radius 92.1, das im Stadtgebiet auf 92,1 MHz empfangbar ist.

### Öffentliche Einrichtungen
Siegen ist Sitz der Kreisverwaltung Siegen-Wittgenstein und einer Industrie- und Handelskammer (IHK), deren Kammerbezirk die Kreise Siegen-Wittgenstein und Olpe umfasst. Bis zur Auflösung der Kreiswehrersatzämter war Siegen Sitz eines solchen.
Mit dem Landgericht Siegen, dem Amtsgericht Siegen und dem Arbeitsgericht Siegen ist die Stadt ein regional bedeutender Gerichtsstandort.
Zum 1. April 2023 wird die Feuerwehr Siegen, mit derzeit hauptamtlichen Kräften, in eine Berufsfeuerwehr umgegliedert und wird damit die 113. Berufsfeuerwehr in Deutschland.

### Bildung
Siegen ist seit dem 1. August 1972 Standort der als Gesamthochschule Siegen gegründeten Universität Siegen. Daneben gibt es in Siegen ein berufsbegleitendes Studienzentrum der FOM – Hochschule für Oekonomie und Management und die Verwaltungs- und Wirtschaftsakademie. Ferner sind dort verschiedene allgemeinbildende und berufliche Schulen (Berufskollegs), das Siegerland-Kolleg und das Weiterbildungskolleg zur Erlangung der allgemeinen Hochschul- bzw. Fachhochschulreife angesiedelt.
Von 1594 bis 1599/1600 und von 1606 bis 1609 wurde die nassauische Hohe Schule, die Johannea, zweimal von Herborn nach Siegen verlegt und in Gebäuden um das Untere Schloss untergebracht. Die älteste Schule Siegens ist das Gymnasium Am Löhrtor, das 1536 von Erasmus Sarcerius als Lateinschule und Pädagogium gegründet wurde. Daraus entwickelte sich das Jungen-Gymnasium in der Oranienstraße.
Größte allgemeinbildende Schule der Stadt ist mit über 1000 Schülern die Bertha-von-Suttner-Gesamtschule (Sek. I und II). Im Stadtgebiet befinden sich insgesamt drei Gesamtschulen mit einer gymnasialen Oberstufe (Bertha-von-Suttner-Gesamtschule Siegen, Gesamtschule Eiserfeld, Gesamtschule Auf dem Schießberg, die sich aktuell noch im Aufbau befindet) und eine private Waldorfschule (Rudolf-Steiner-Schule).
Ferner sind noch vier Förderschulen mit den sonderpädagogischen Schwerpunkten Lernen (Pestalozzischule) geistige Entwicklung (Hans-Reinhardt-Schule) und Sprache (Lindenschule) sowie die heilpädagogische Waldorfschule Johanna-Ruß-Schule in Siegen ansässig.
In der Stadt Siegen finden sich zahlreiche allgemeinbildende Schulen: Fünf Gymnasien (Fürst-Johann-Moritz-Gymnasium, Gymnasium Am Löhrtor, Gymnasium auf der Morgenröthe, Peter-Paul-Rubens-Gymnasium und Evangelisches Gymnasium), zwei Realschulen (Realschule auf der Morgenröthe und Realschule Am Oberen Schloss) sowie eine Hauptschule (Hauptschule Achenbach) und die 21 Grundschulen Albert-Schweitzer-Schule, Birlenbacher Schule, Diesterwegschule, Eiserner Schule, Fischbacherbergschule, Friedrich-Flender-Schule, Geisweider Schule, Giersbergschule, Glückaufschule, Gosenbacher Schule, Grundschule Auf dem Hubenfeld, Grundschule Eiserfeld, Grundschule Kaan-Marienborn, Hammerhütter Schule, Hüttentalschule, Jung-Stilling-Schule, Montessorischule Siegen, Nordschule, Obenstruthschule, Sonnenhangschule und Spandauer Schule.
Zudem gibt es in Siegen die Fußball-Talentschule Siegen-Wittgenstein und die städtische Fritz-Busch-Musikschule.
Neben den bereits genannten beruflichen Schulen, Kollegs, den Akademien, der Abendrealschule und der Universität Siegen rundet das Angebot der Volkshochschule Siegen das Bildungsangebot mit einem breitgefächerten Programm zur Allgemein- und Weiterbildung ab.

### Freizeit
Im Siegener Stadtgebiet existieren drei Hallenbäder. Dies sind das 1967 eröffnete Hallenbad am Löhrtor mit einem 25 × 15 Meter großen Schwimmbecken, das über ein Schwimmbecken mit den Ausmaßen 25 × 12,5 Meter verfügende Hallenbad Weidenau und das Hallenbad Eiserfeld (ebenfalls 25 × 12,5 Meter). Neben den beiden Warmwasserfreibädern in Geisweid und Kaan-Marienborn liegen auch das Naturfreibad Seelbacher Weiher und das Naturfreibad Eiserfeld im Siegener Stadtgebiet.

#### Sprachwitz
Ein geflügeltes Wort über die Stadt, „Was ist schlimmer als verlieren? Siegen!“, wurde 1996 durch einen Artikel von Hanjo Seißler im Magazin der Süddeutschen Zeitung über die Architektur der Stadt ab dem Wiederaufbau geprägt. Vorher nutzte das Nachrichtenmagazin Der Spiegel dieses Wortspiel positiv, als die Universität Siegen in einem deutschlandweiten Vergleich den ersten Platz belegte., und später bemühte man sich auf dieselbe Art, die Verbesserungen der innerstädtischen Lebensqualität landes- wie bundesweit bekannt zu machen.